# Art roman en Saône-et-Loire
 (mai 2010).

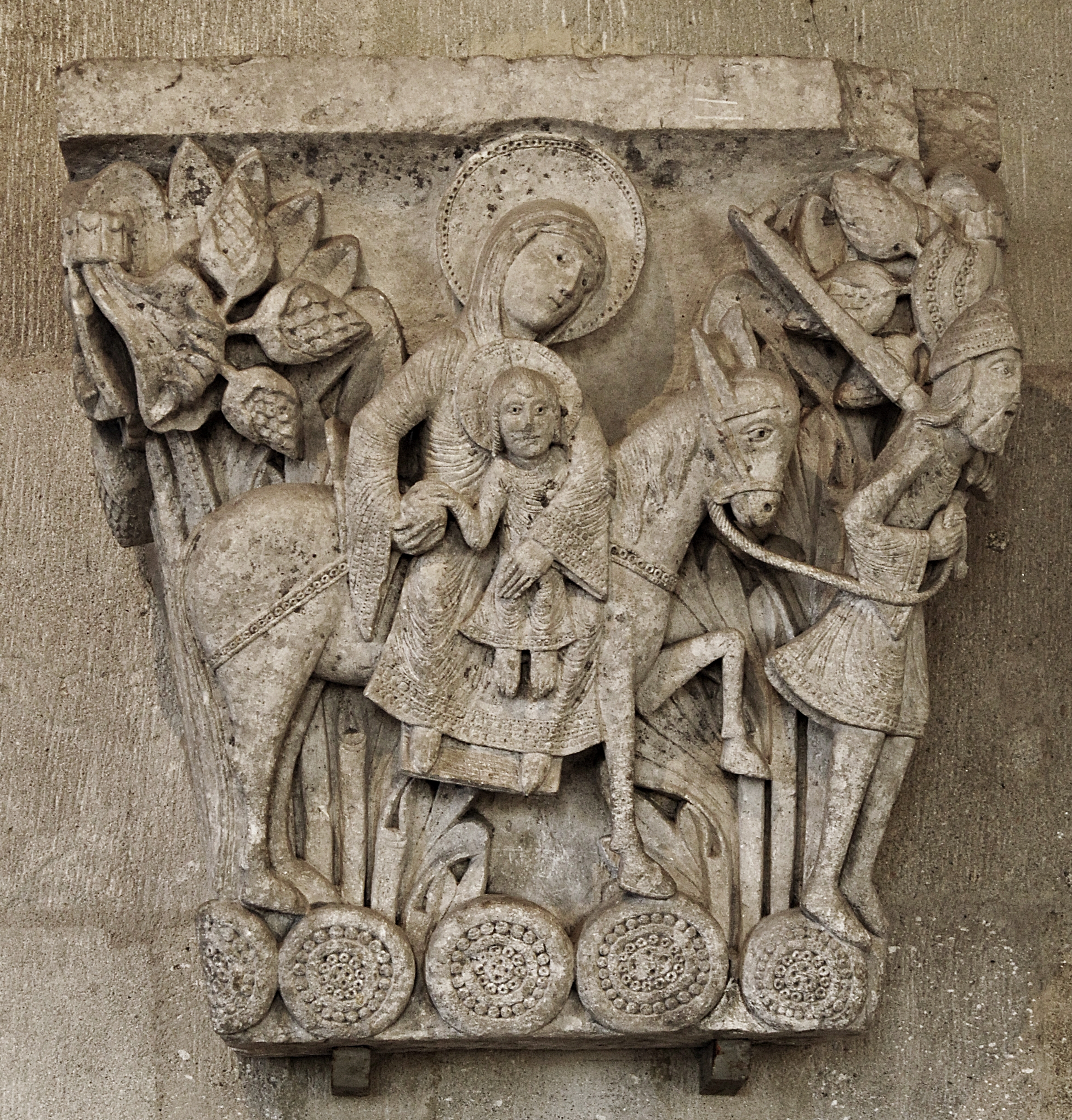
Chapiteau représentant la Fuite en Égypte, cathédrale d'Autun.

Parmi les 565 communes du département français de Saône-et-Loire, plus de 300 possèdent une construction ecclésiastique de style roman.
Les études internationales conduites depuis le milieu du XIXe siècle ont permis de mettre en évidence la richesse du corpus. Pourtant ni la création historiquement récente du département, ni les périodes considérées pour les constructions, ni même l'étude proprement dite des édifices ne permettent d'en faire un ensemble véritablement homogène. En particulier, on note une césure radicale entre le tiers nord-ouest du département (Charolais, Bourbonnais, Autunois, Morvan : en gros la partie correspondant à l'ancien diocèse d'Autun) et le reste du département.

## Introduction
Le présent article repose sur le croisement, contestable, de deux notions équivoques dans ce contexte. Il y a donc lieu de tenter, brièvement, de préciser ce qui fait difficulté, et les motifs qui peuvent justifier, jusqu'à un certain point, un tel découpage :
- La notion d'« art roman » est une invention du XIXe siècle[1], et Xavier Baral y Altet a, dans un ouvrage paru en 2006, attiré l'attention sur les conditions étranges qui ont présidé à cette naissance[2].

La notion d'« art », comme Jean Wirth l'a rappelé récemment[réf. souhaitée], est une notion totalement anachronique en ce qui concerne le Moyen Âge ; l'adjectif « roman » désigne, avec une énorme approximation, un « style », c'est-à-dire une mixture sui generis de formes et de compositions, dont l'identification relève en général de l'appréciation esthétique subjective, bien plus que d'une analyse explicite, formalisée et vérifiable. Il reste indéniable que l'expérience et une attention organisée permettent, avec beaucoup d'exercice et un risque d'erreur de toute manière incompressible, d'opérer des distinctions utiles, qui peuvent au moins servir d'hypothèse dans le cadre d'études globales. On ne saurait pas davantage contester que le « style gothique » a succédé au « style roman », dans toute l'Europe, sans qu'il y ait de rupture claire, mais dans un mouvement qui a constitué au total une transformation radicale des modes de construction. C'est pourquoi, dans la suite, on s'autorisera à employer cet adjectif comme une sorte de raccourci pour désigner les édifices construits, dans la zone considérée, de la fin du IXe au courant du XIIIe siècle, à titre provisoire, et en tenant compte des conditions spécifiques du « passage au gothique » dans cette région.
- La Saône-et-Loire est un département, c'est-à-dire une circonscription créée par les révolutionnaires, résultant largement d'un regroupement « rationnel » des subdélégations du XVIIIe siècle. Mais ni ce département, ni davantage la généralité de Bourgogne qui le précéda, ne constituent des cadres appropriés s'agissant d'étudier la société des Xe – XIIIe siècles et ses constructions. Cependant le découpage administratif actuel a entraîné tendanciellement une segmentation de la documentation et des cadres d'études de plus en plus prégnante. D'où ont résulté de considérables erreurs de perspective : les notions d'« art roman bourguignon » ou « art roman en Bourgogne du Sud » renvoient à un assemblage de pièces disjointes, appartenant en fait à des structures bien différentes. On utilisera donc le cadre départemental comme une limite purement conventionnelle, en essayant de ne jamais perdre de vue que l'ensemble des bâtiments considérés ne doit en aucun cas être considéré comme un tout homogène, et en évitant de croire que l'on pourrait découvrir une « logique d'évolution » de tout ou partie de cette zone en se limitant à l'étude départementale.

## Le corpus
Le corpus qui suit constitue une liste des constructions ecclésiastiques de Saône-et-Loire édifiées dans le style roman et dont tout ou partie remonte à la période médiévale. Ce travail reste à compléter pour d'autres types d'édifices.
Actuellement, cette liste comporte un peu plus de 300 édifices ; la poursuite des investigations permettra probablement d'en découvrir encore entre vingt et cinquante (notamment en procédant à un examen systématique du plan cadastral ancien). Comme ce département compte 576 communes, cela signifie que plus d'une commune sur deux contient au moins un édifice ecclésiastique roman médiéval. Aucun autre département français ne paraît receler une telle densité. Certains secteurs sont étonnamment lotis : le canton de Saint-Gengoux-le-National a 19 communes et 22 édifices romans, sans compter trois emplacements reconnus de bâtiments disparus. Classement et inscription ne touchent que la moitié environ de ce total. Plus d'une trentaine (10 %) sont désaffectés, sur lesquels vingt-deux sont inaccessibles au public.

### Liste des monuments historiques

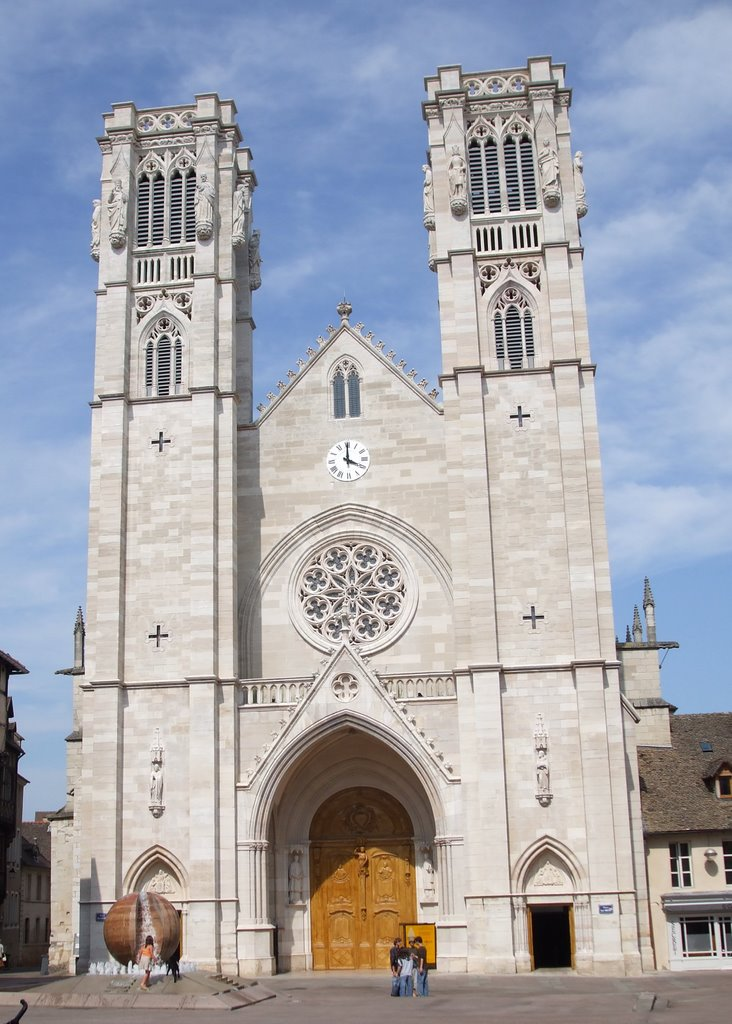
Ancienne cathédrale Saint-Vincent de Chalon

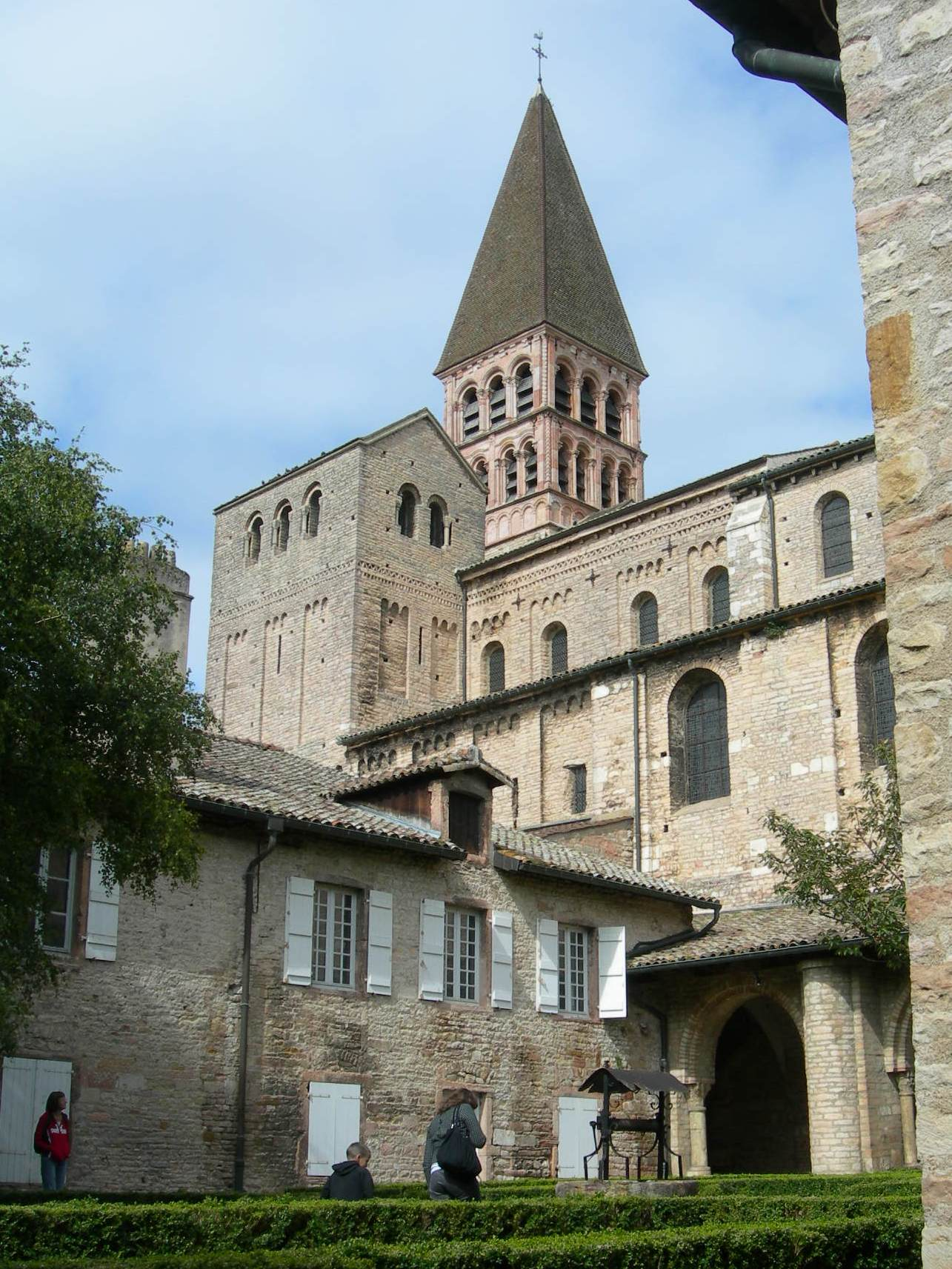
Saint-Philibert de Tournus

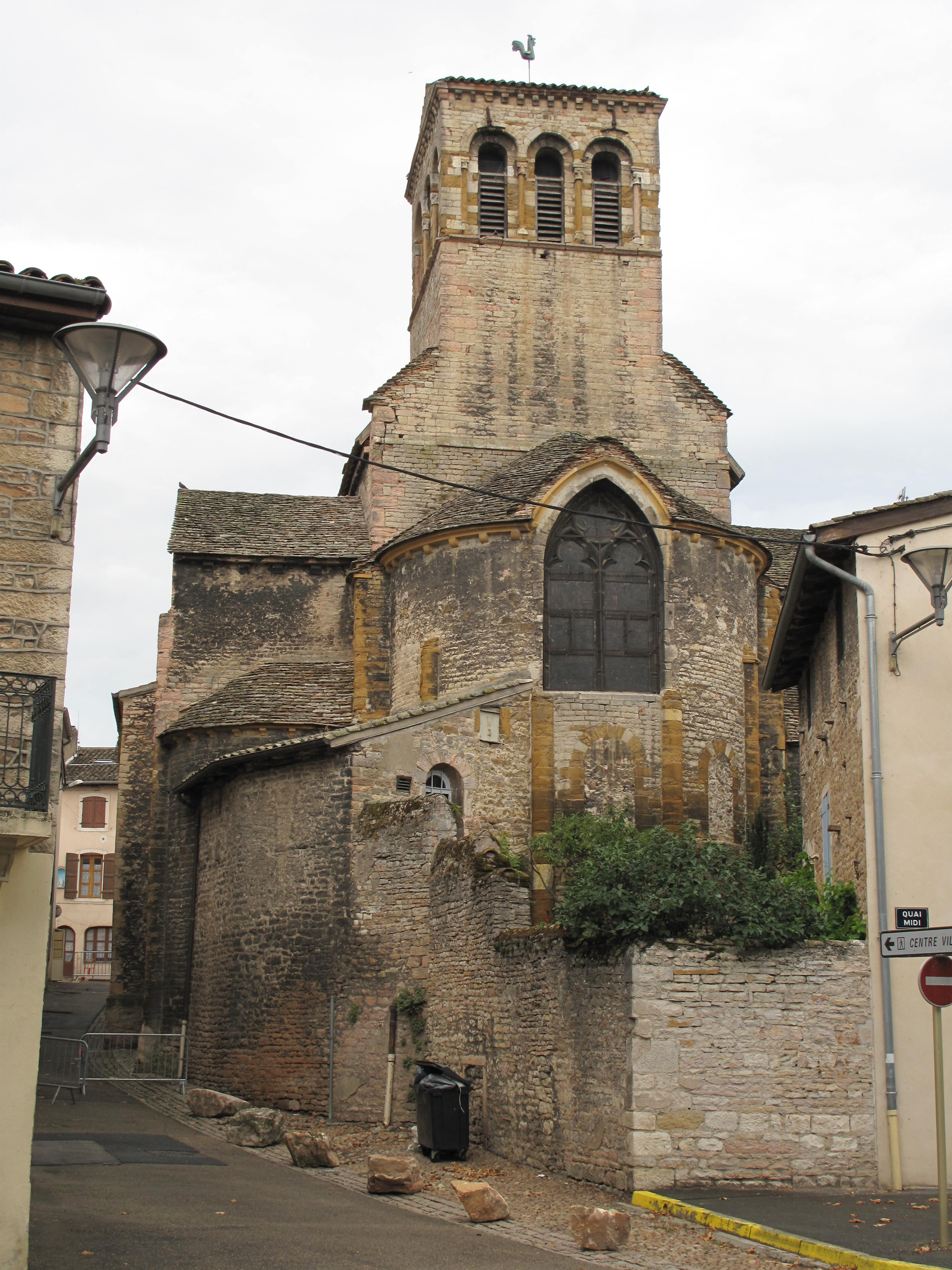
Église de la Madeleine (Tournus)

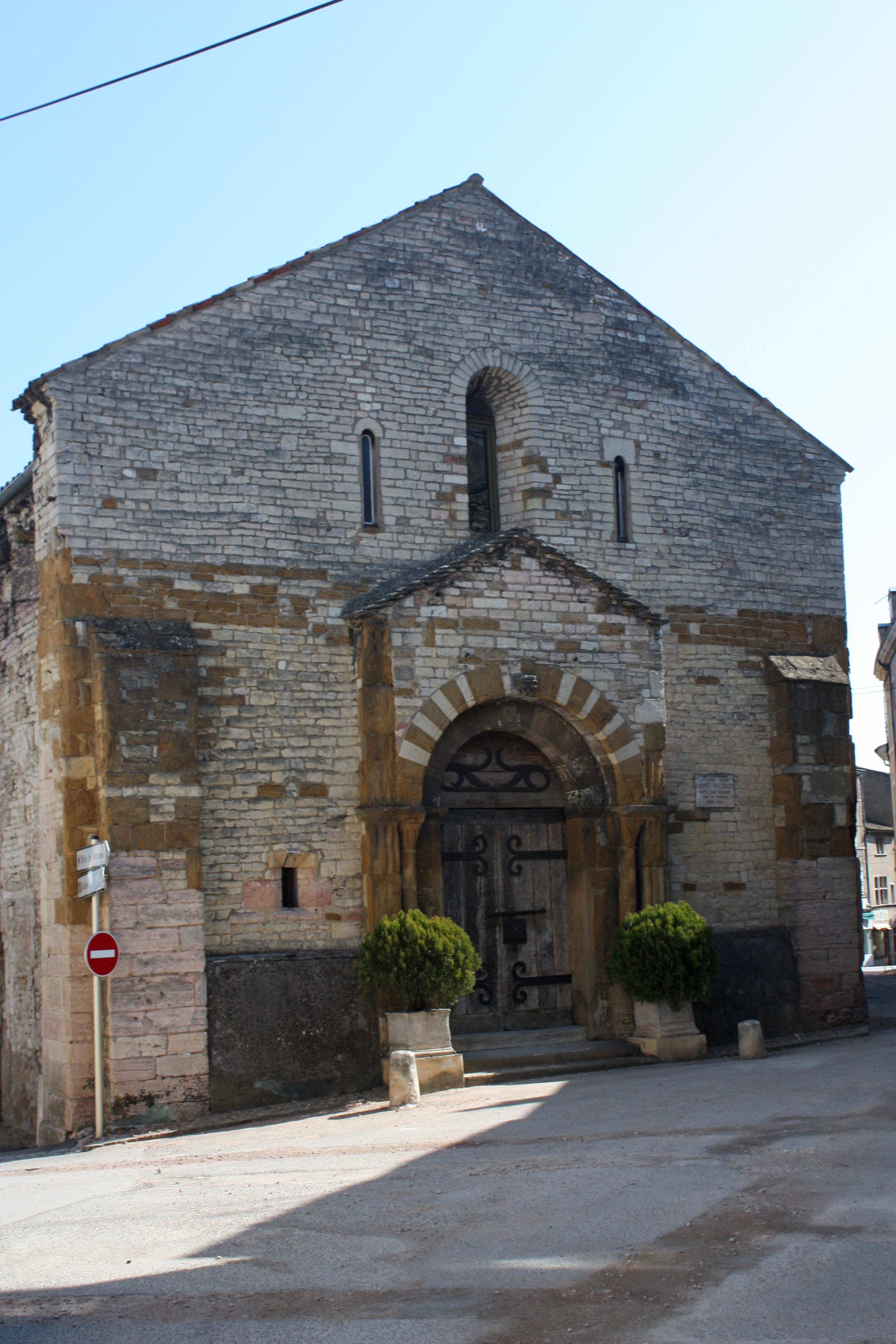
Saint Valérien à Tournus

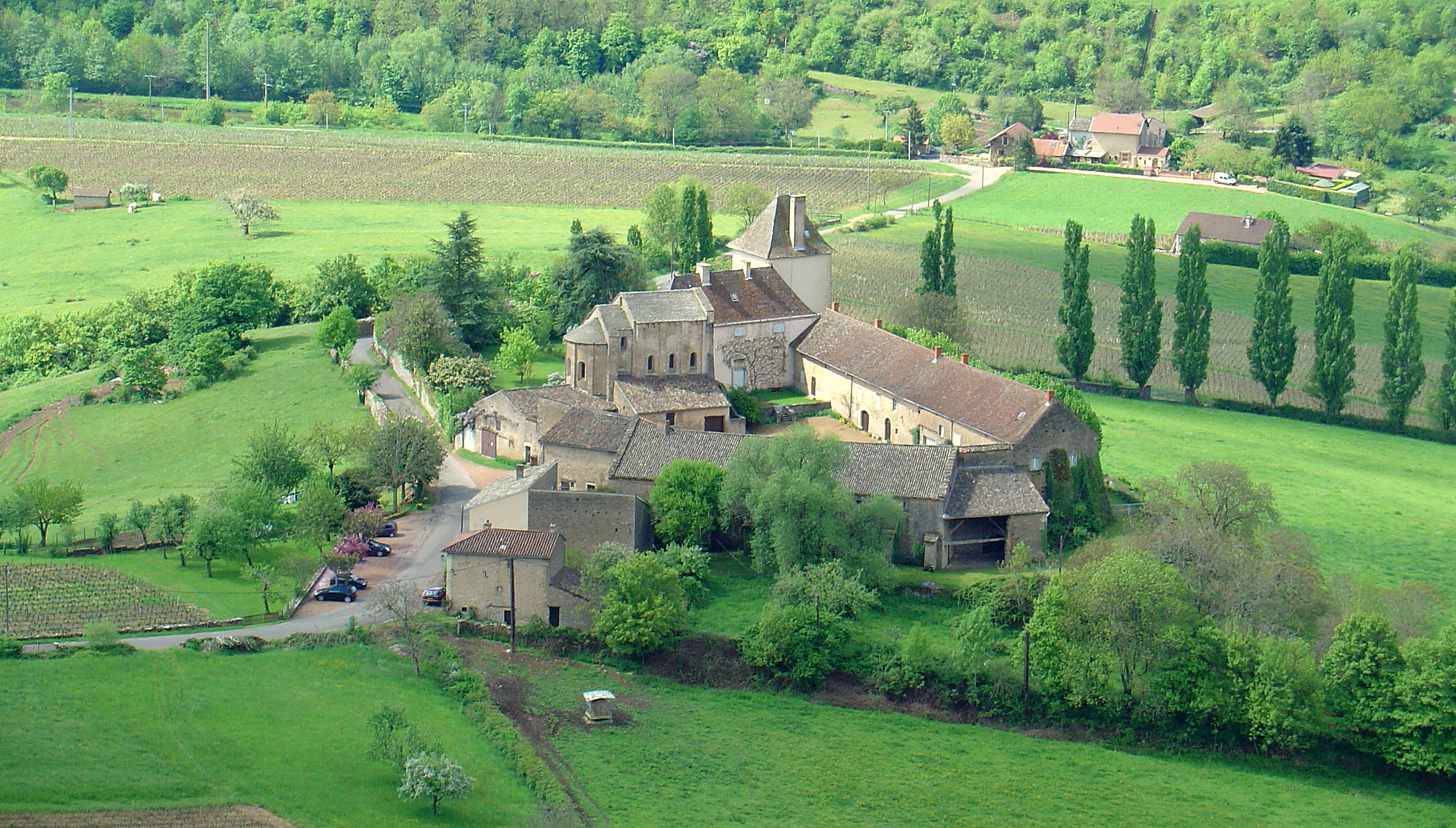
Berzé-la-Ville, La chapelle des Moines'

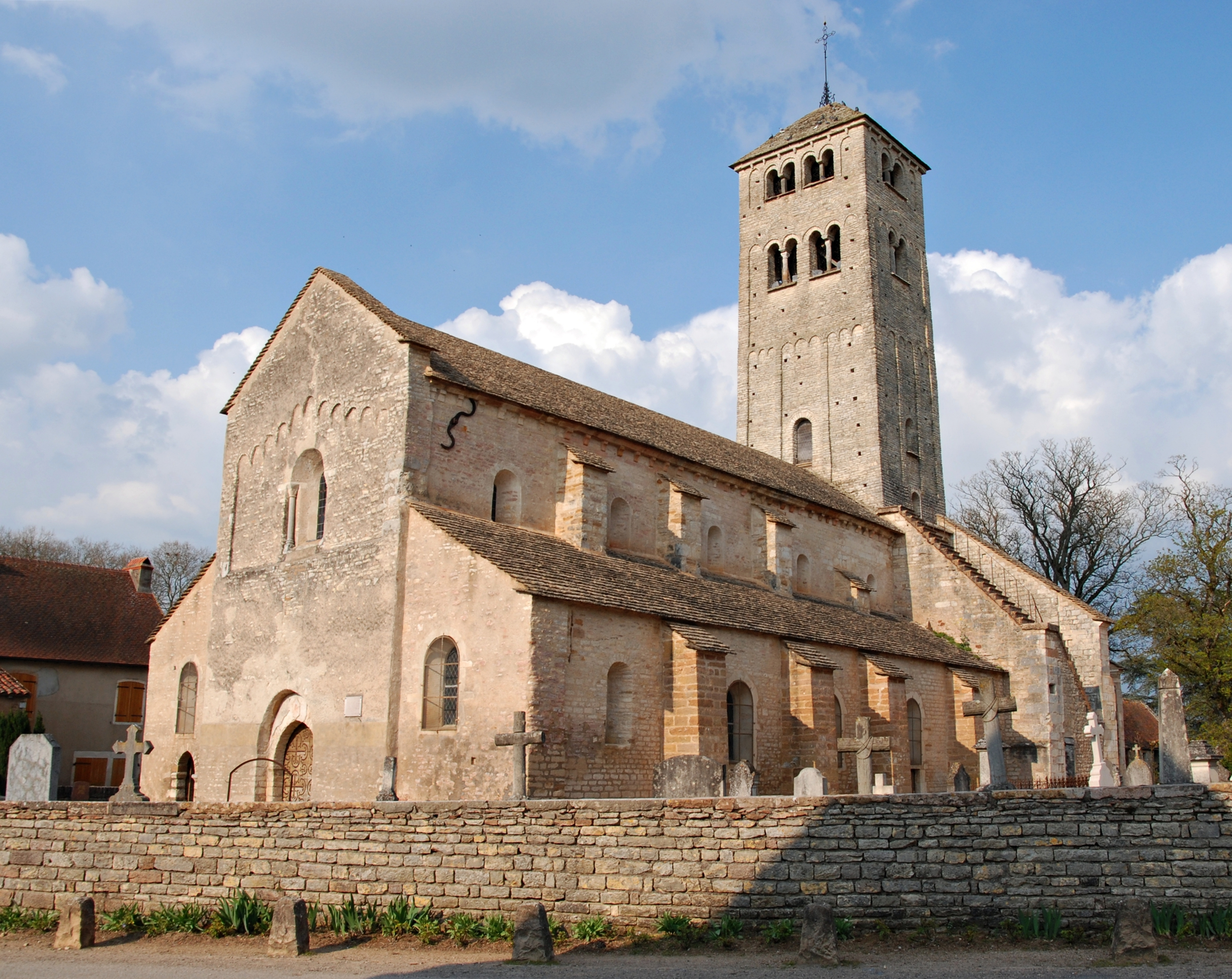
église Saint-Martin de Chapaize

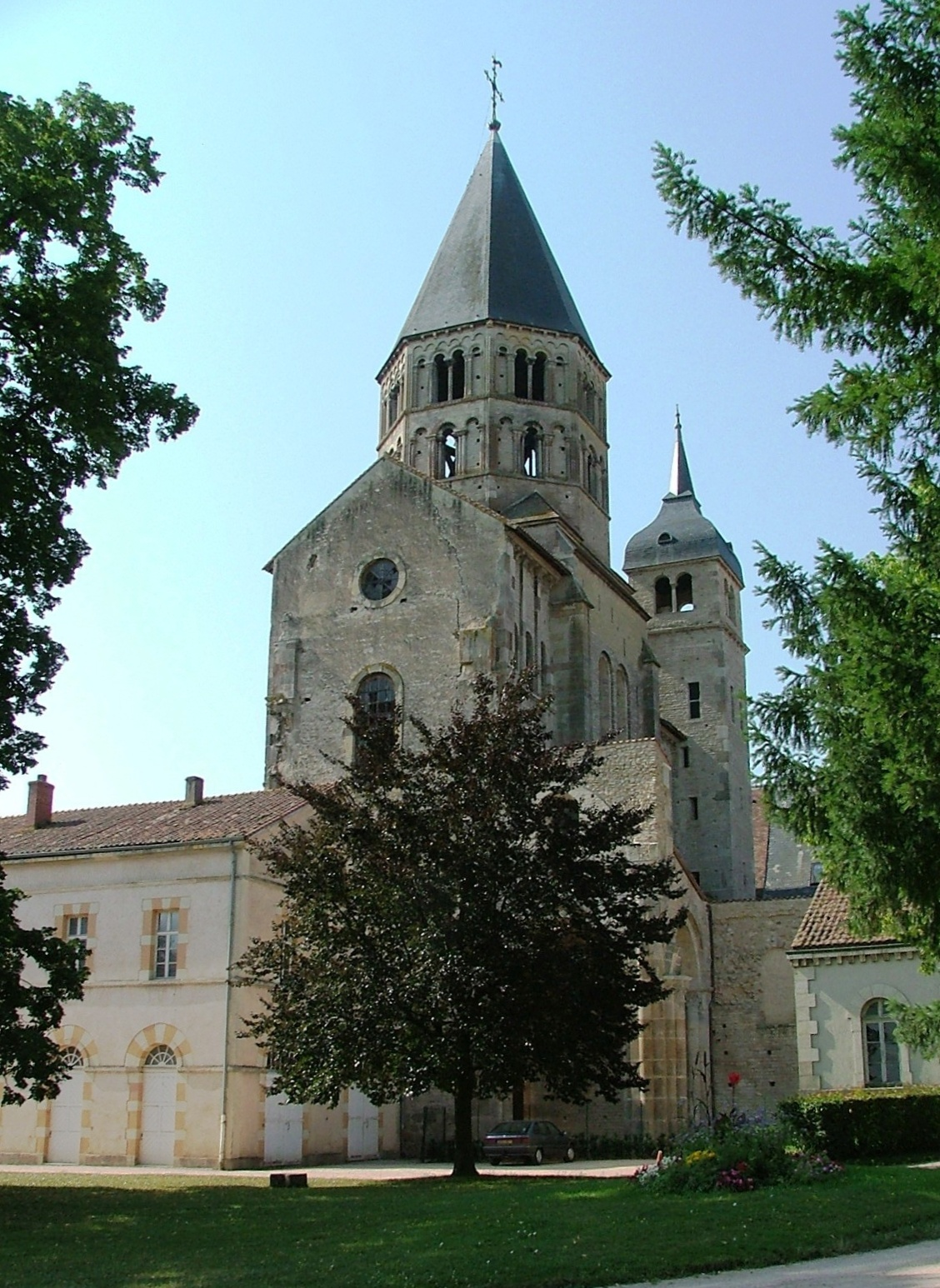
Cluny

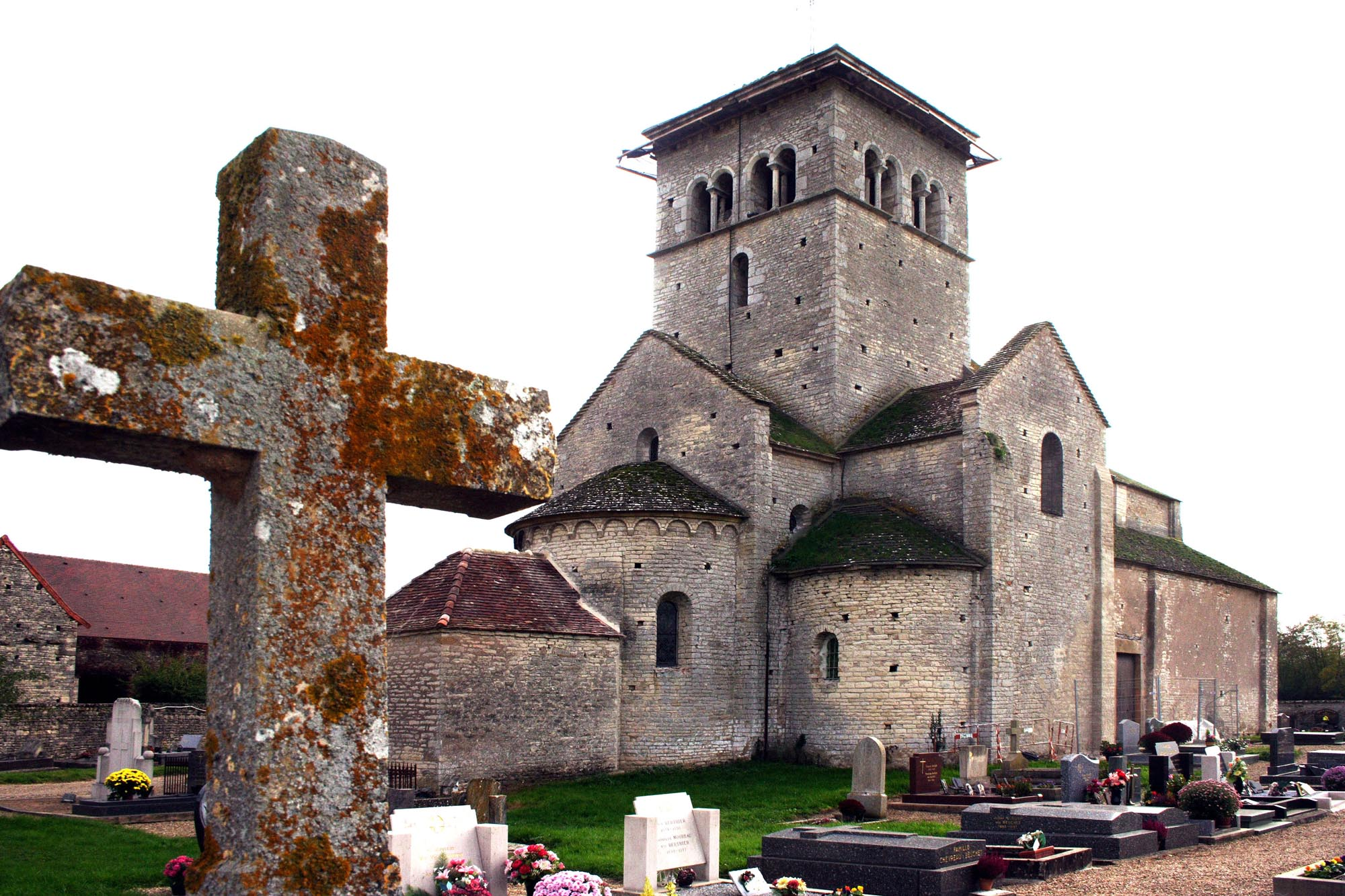
Malay

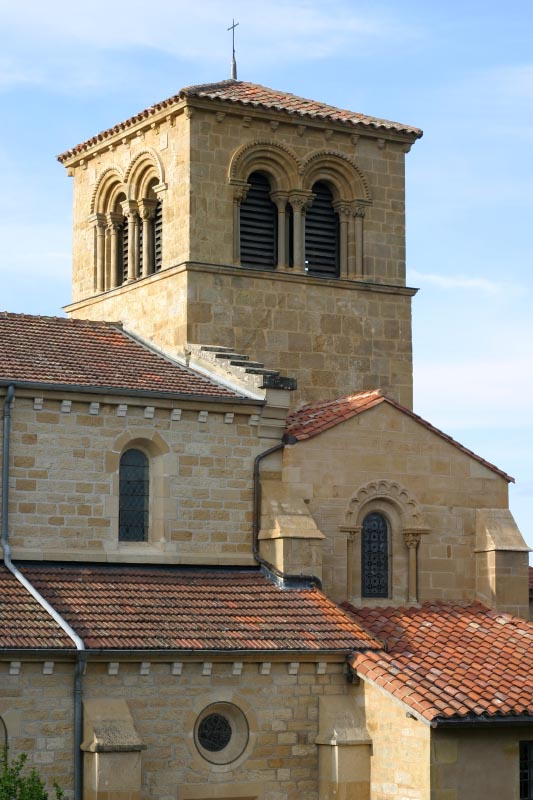
Saint-Bonnet-de-Cray

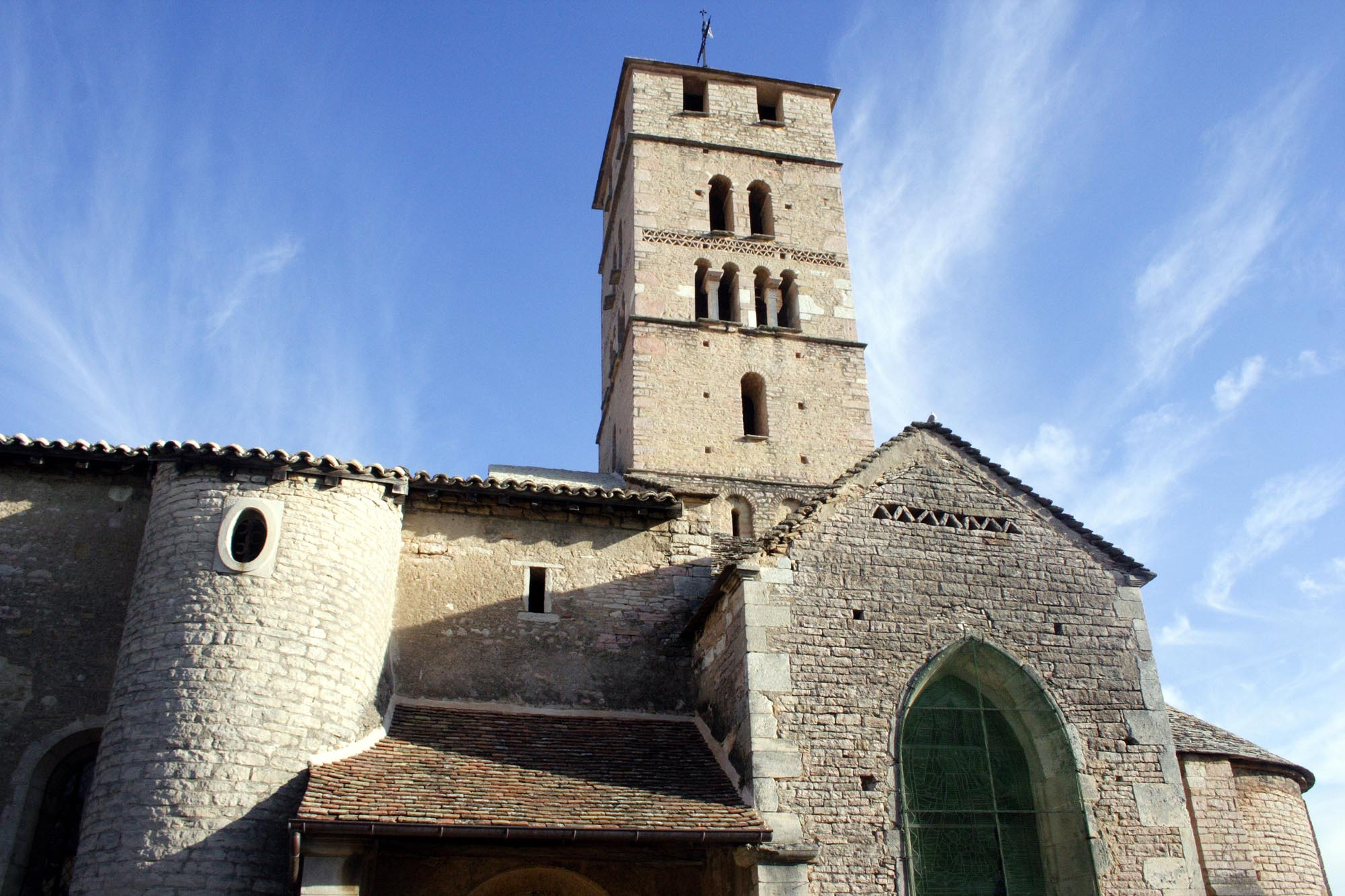
Uchizy

MH = monument historique ; IMH = Inventaire supplémentaire des monuments historiques

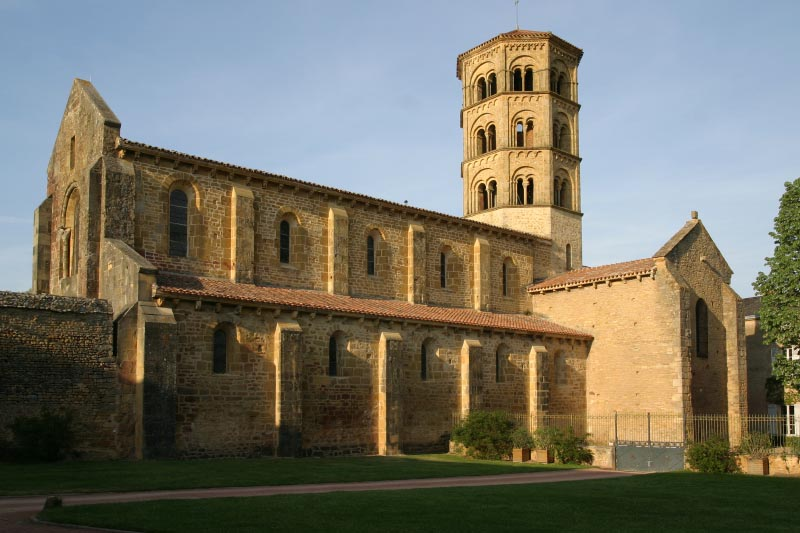
Anzy-le-Duc.

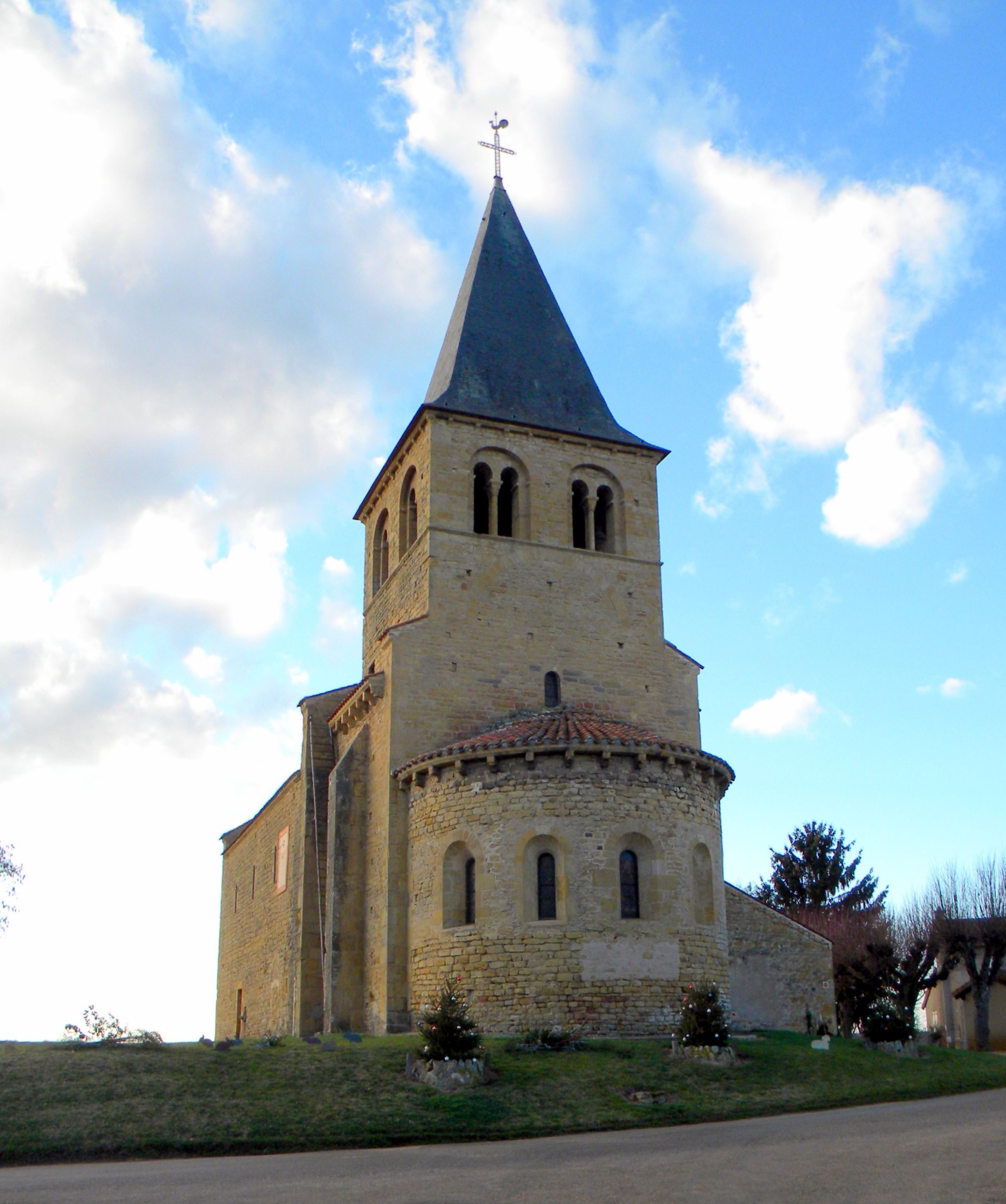
Baugy.

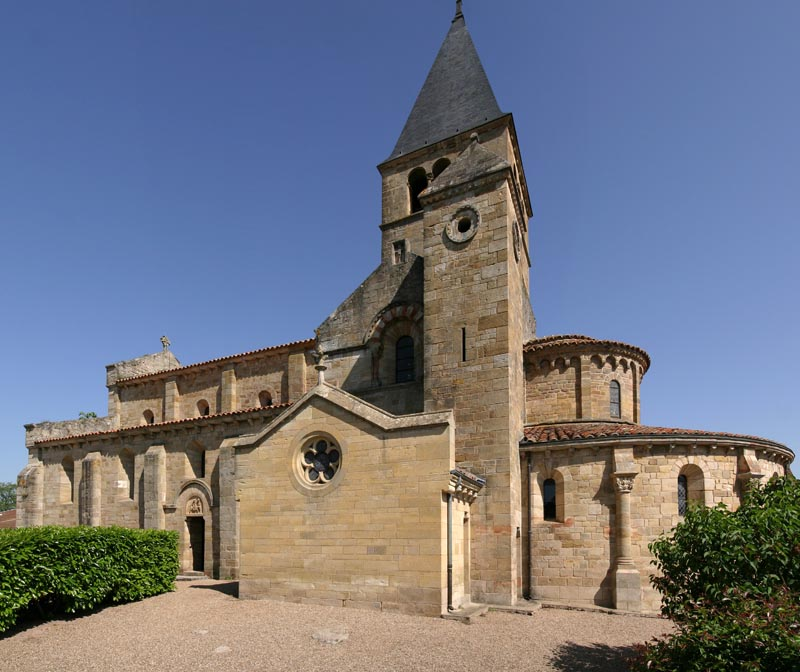
Bois-Sainte-Marie.

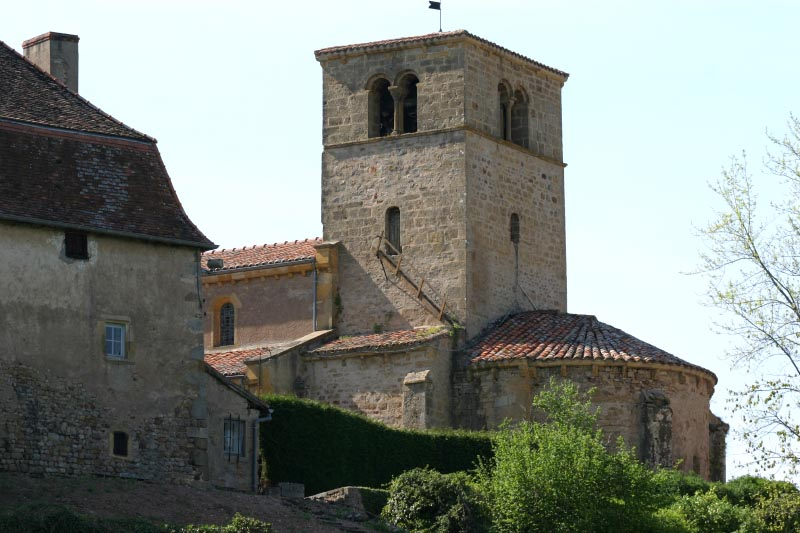
Briant.

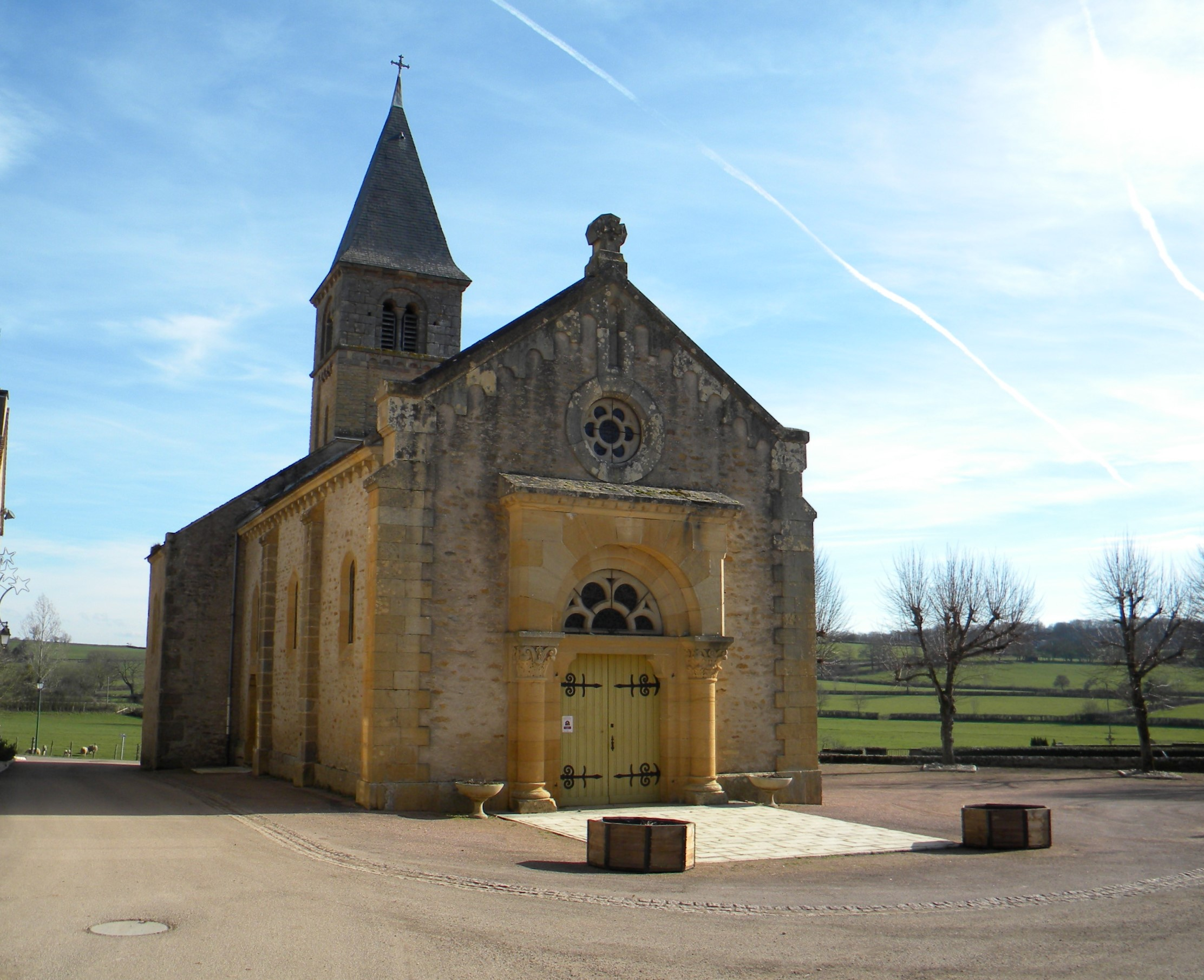
Champlecy.

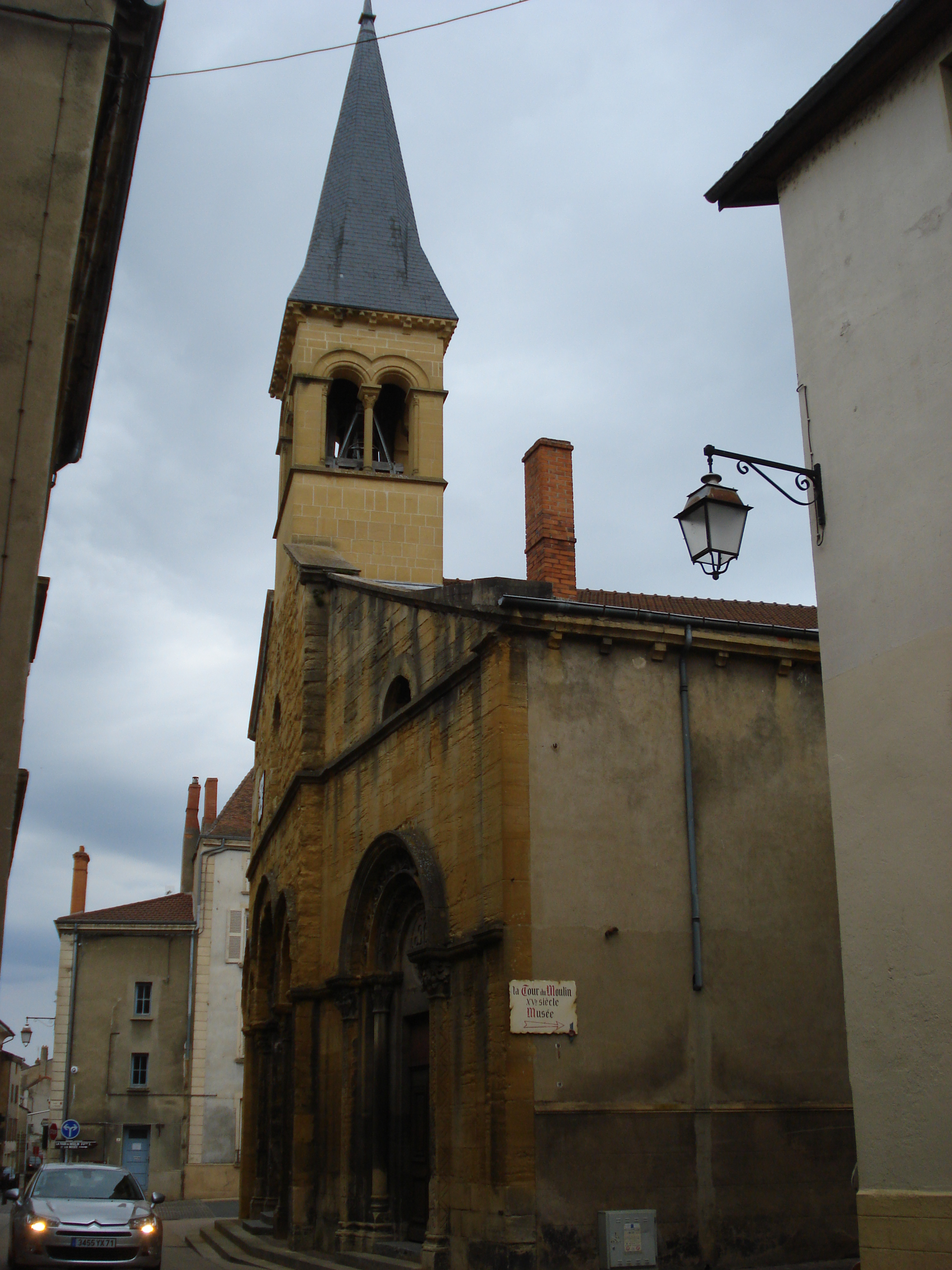
Marcigny.

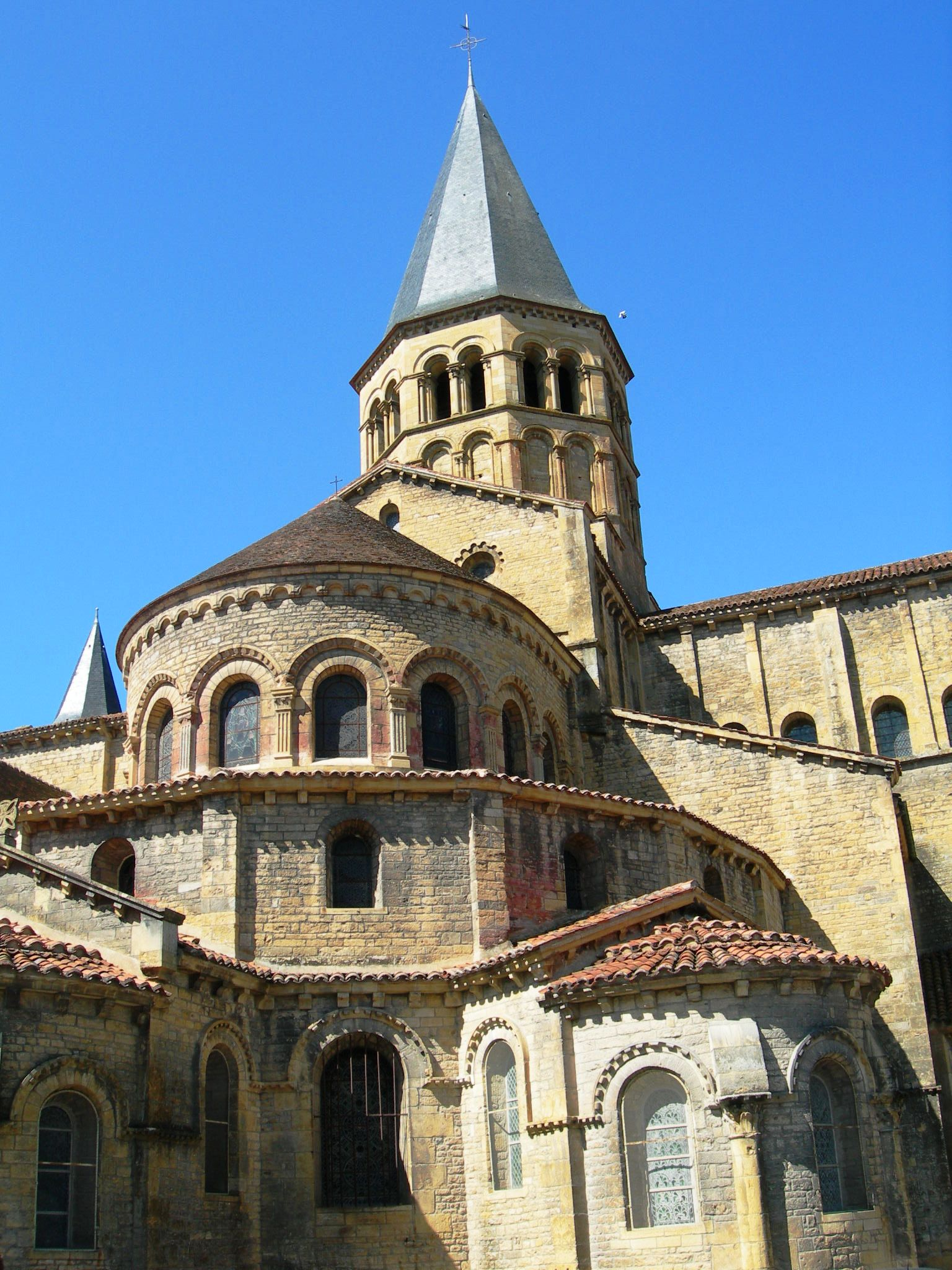
Paray-le-Monial.

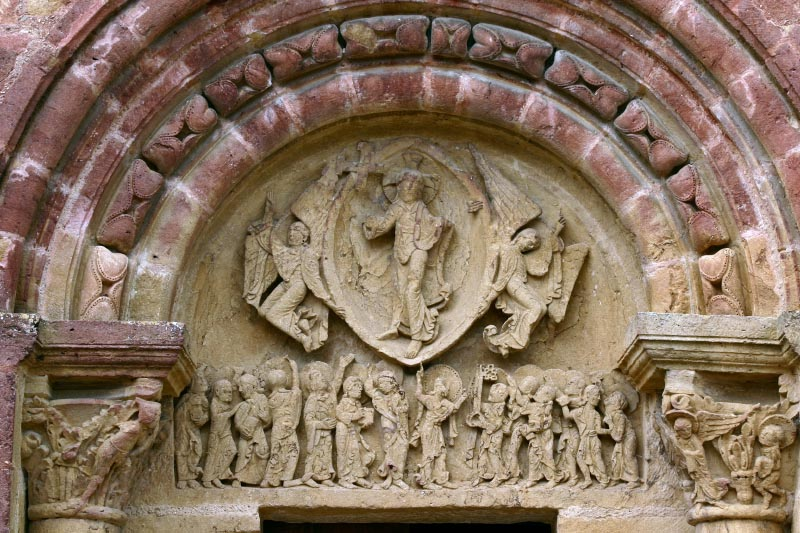
Montceaux-l'Etoile.

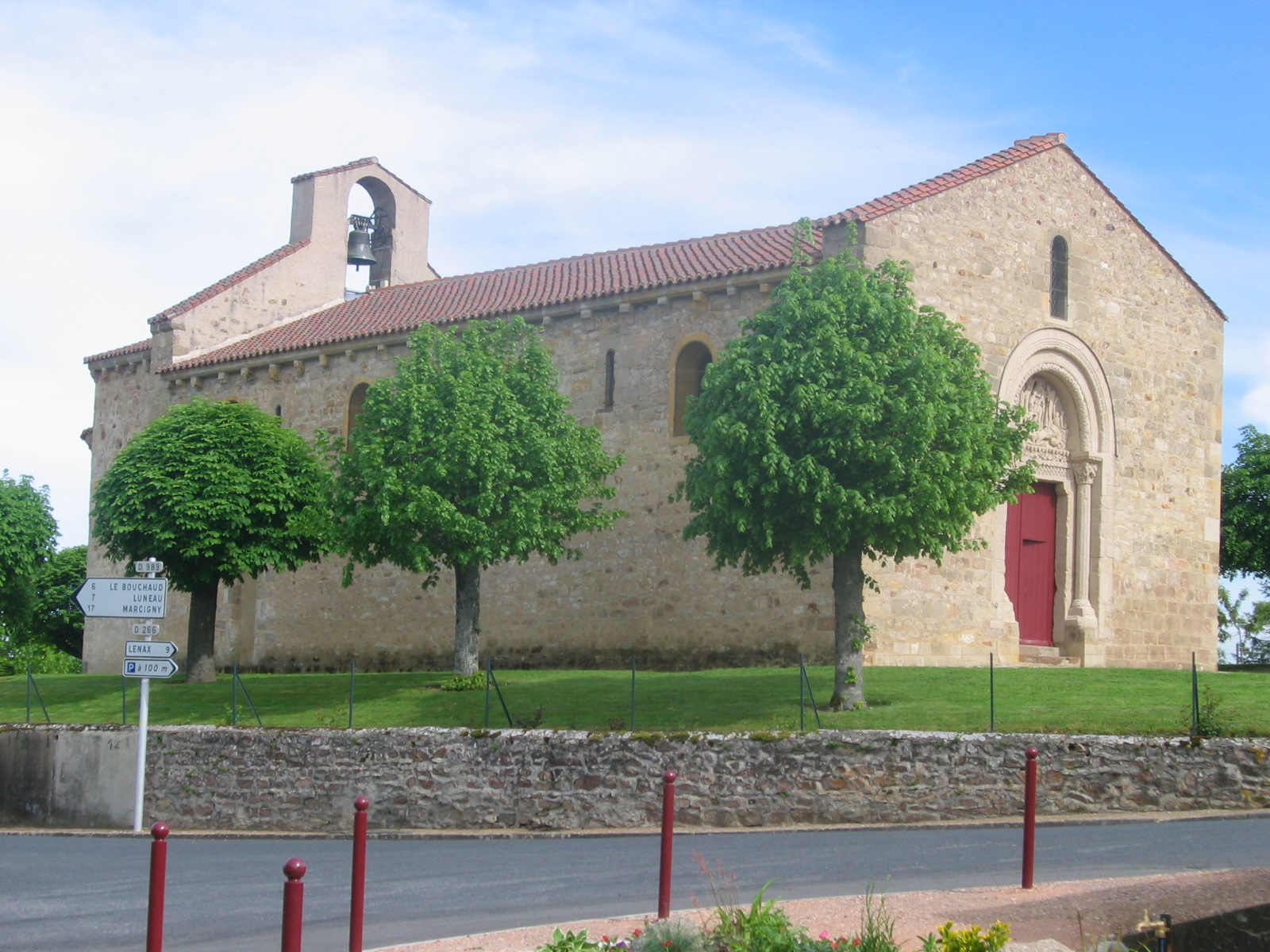
Neuilly-en-Donjon.

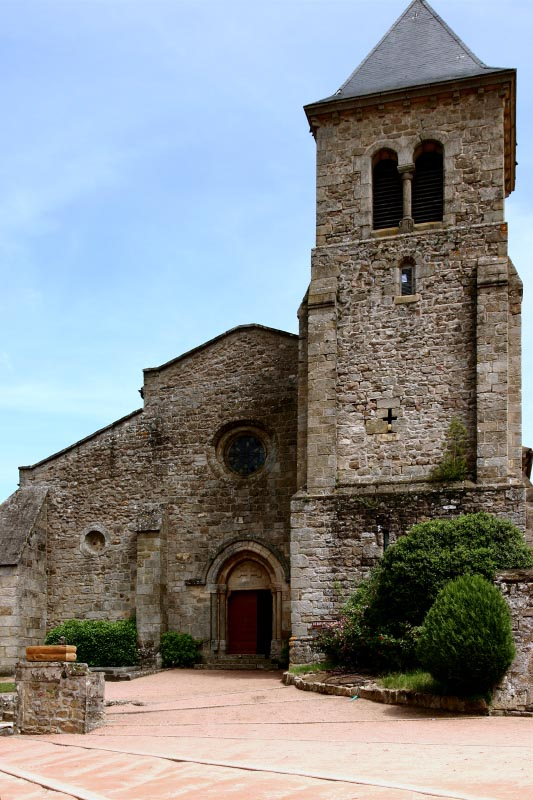
Saint-Germain-en-Brionnais

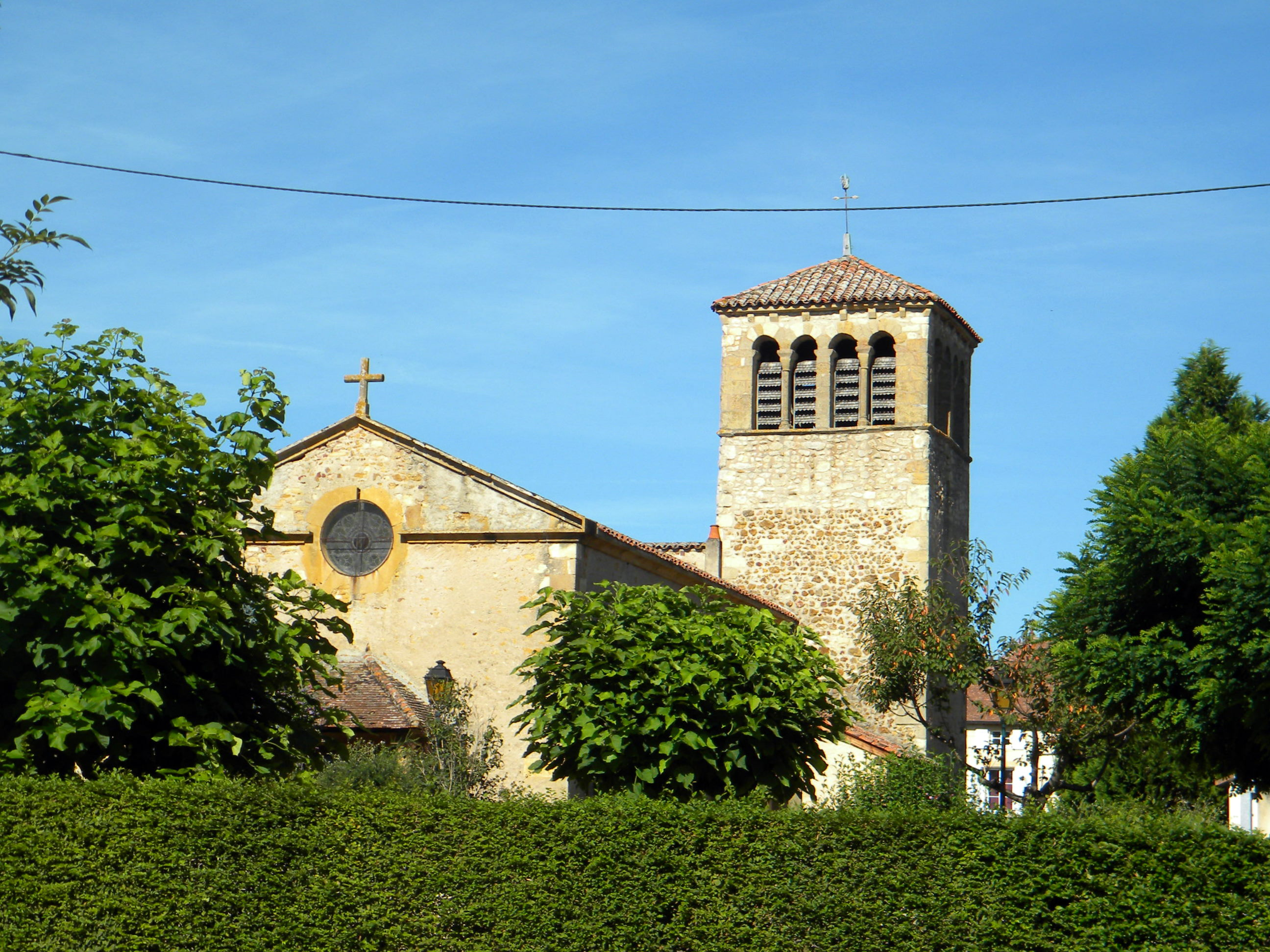
Saint-Martin-du-Lac

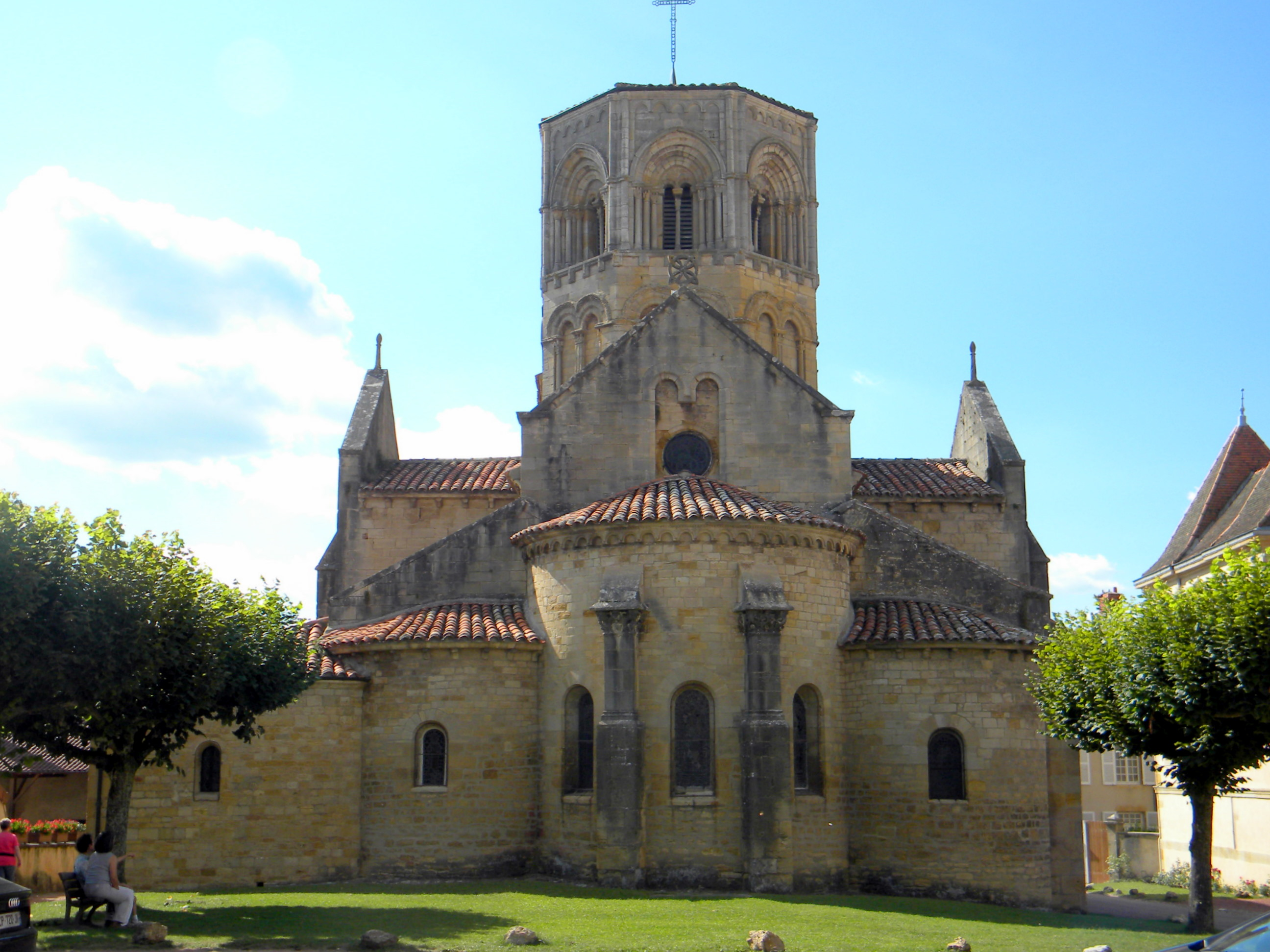
Semur-en-Brionnais

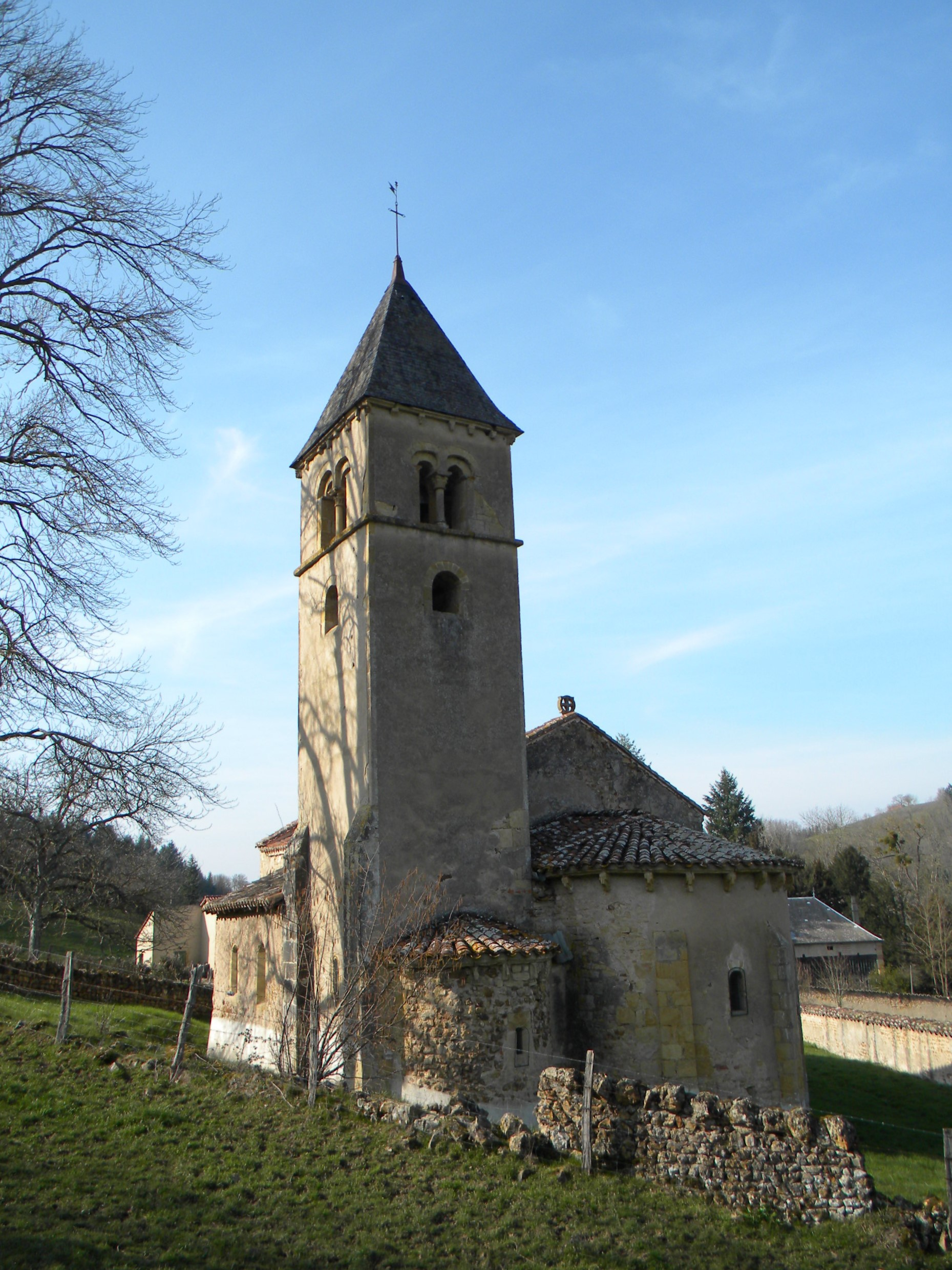
Saint-Martin-la-Vallée

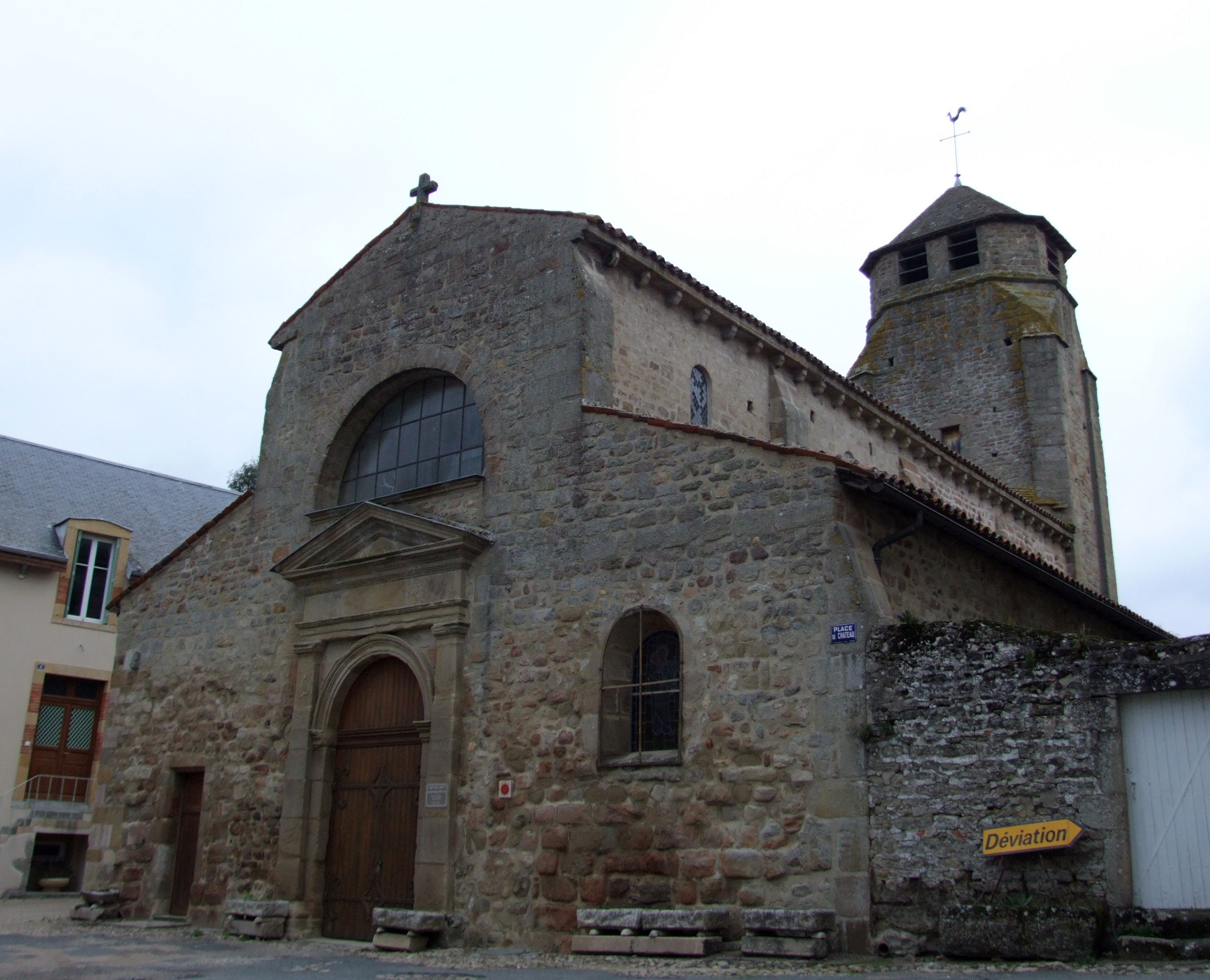
Toulon-sur-Arroux

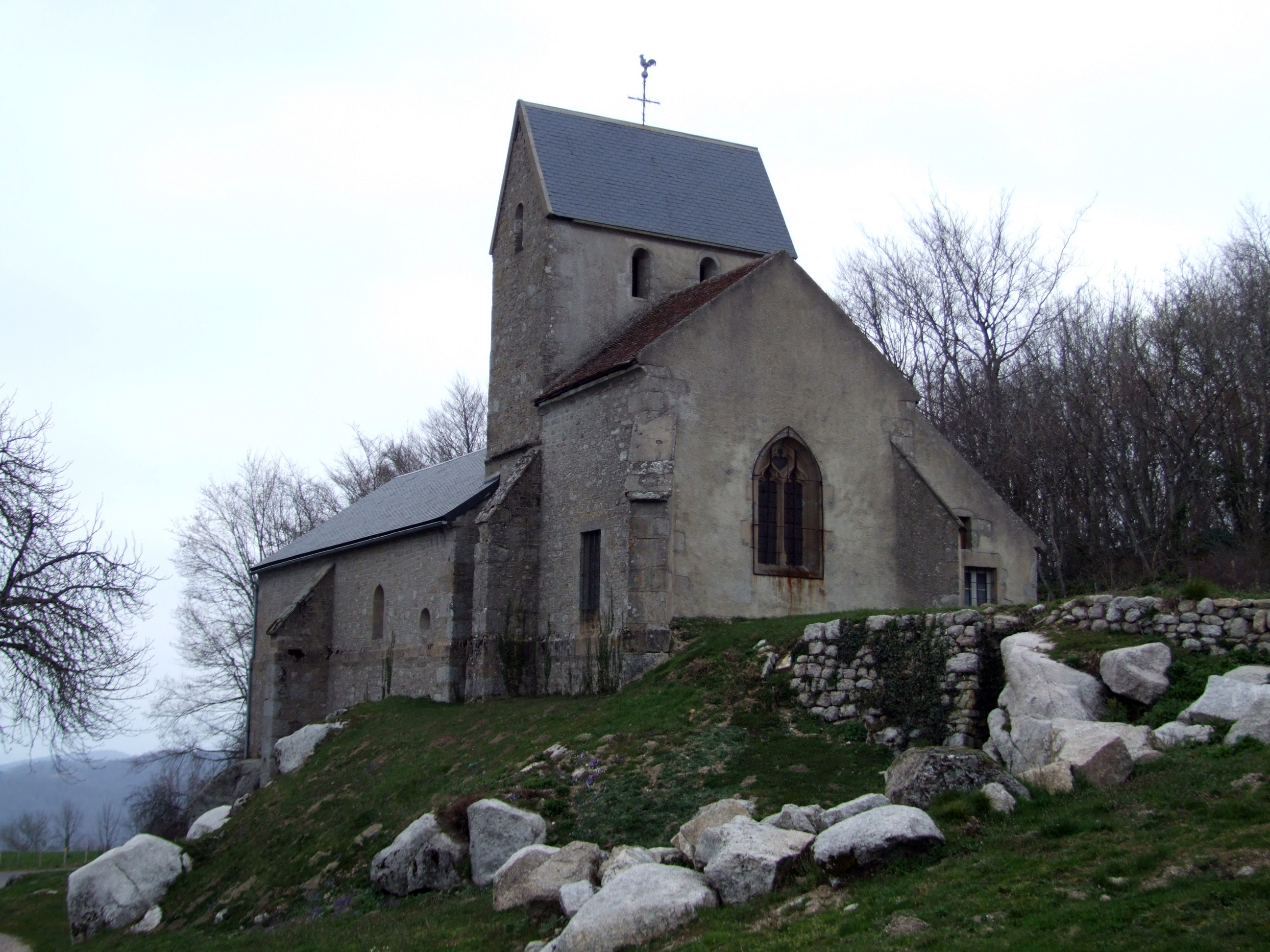
Église d'Uchon.

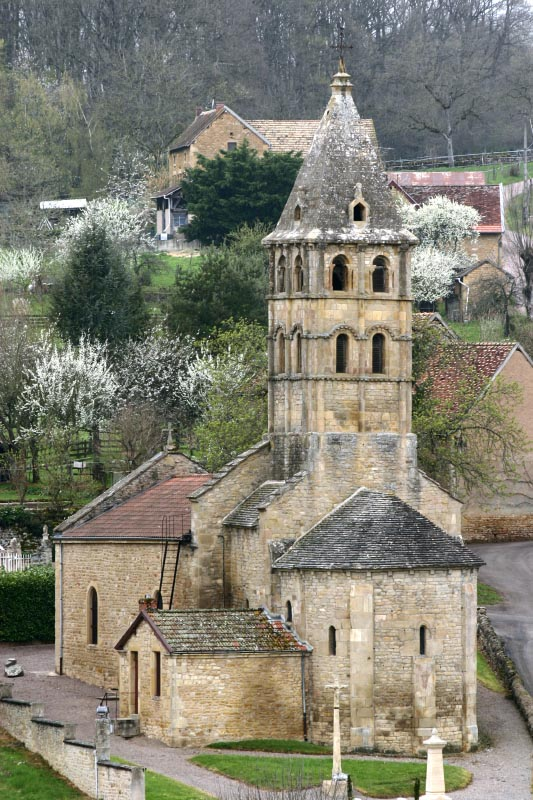
Vareilles.

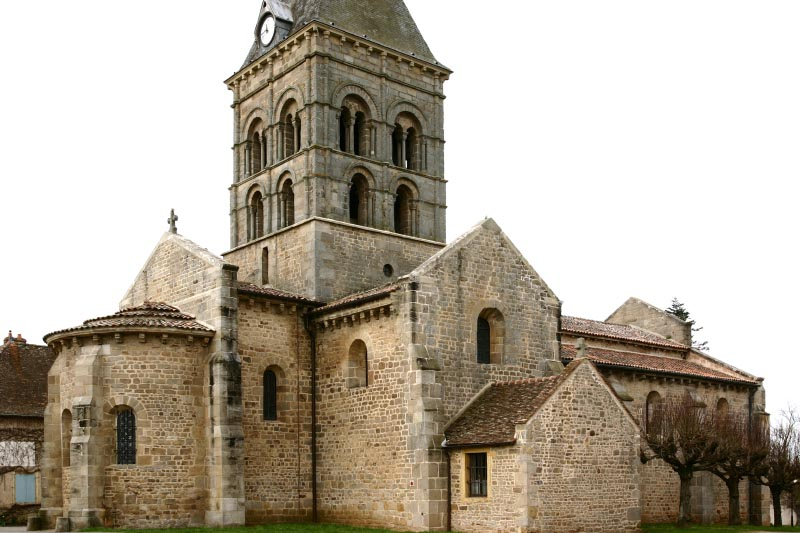
Varenne-l'Arconce

## Histoire des recherches

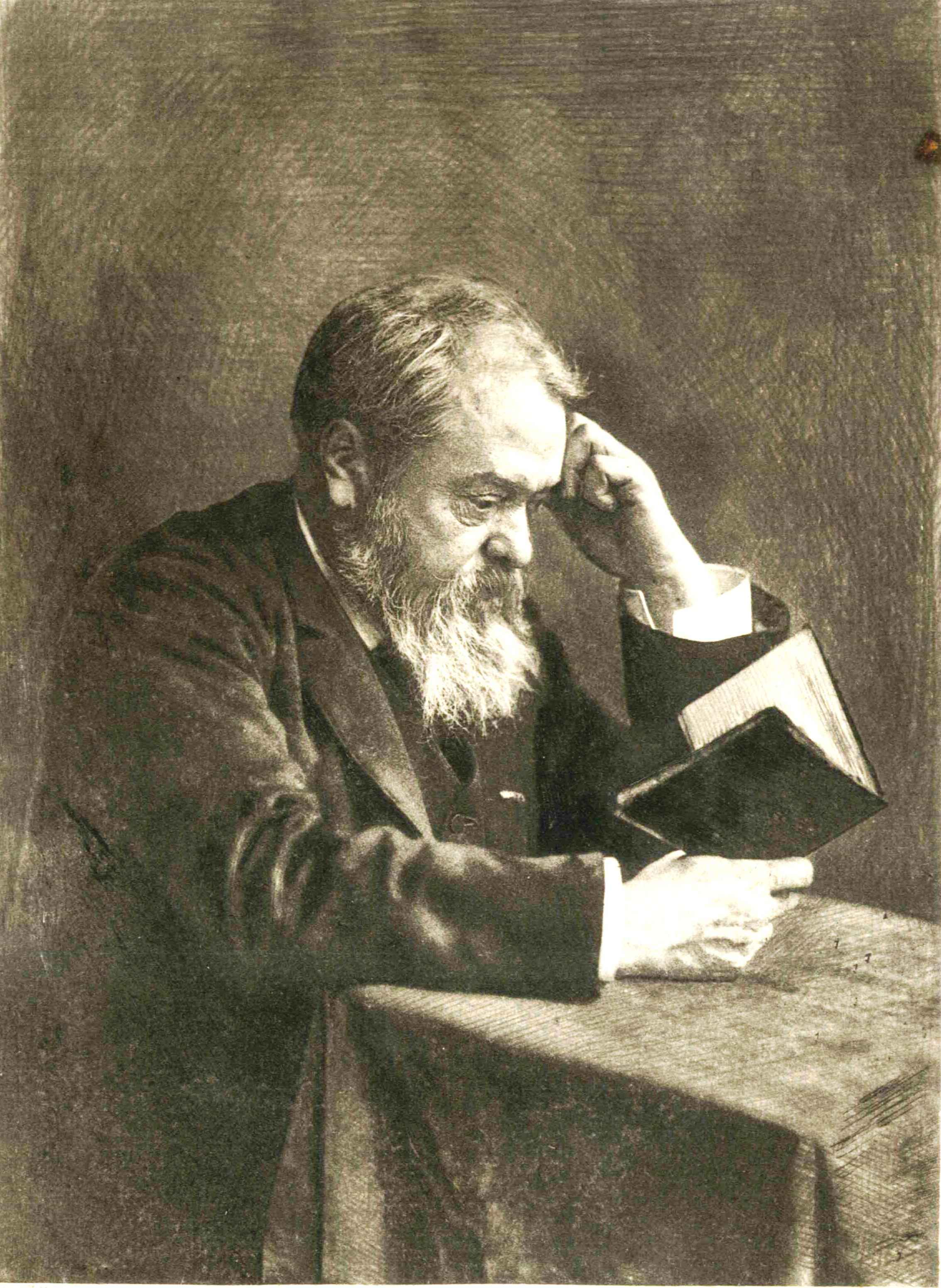
Félix Thiollier publia plusieurs études sur l'Art roman

### Les pionniers
La première recherche méthodique fut celle de Jean Virey (1861-1953), qui soutint en 1887 sa thèse d'École des chartes sur « L'architecture romane dans l'ancien diocèse de Mâcon » ; thèse qui fut publiée en trois livraisons dans les Mémoires de la Société Éduenne (1889-1891). Elle parut en 1892 chez Picard, et fut rééditée à Mâcon en 1934 avec de nombreuses modifications et adjonctions. Simultanément, en 1892, Félix Thiollier publiait à Montbrison « L'art roman à Charlieu et en Brionnais », ouvrage comportant des plans, des gravures et une série de bonnes héliogravures.

### Un demi-siècle de «théories générales»
Au fur et à mesure que les recherches de terrain se succédaient, l'on vit fleurir diverses théories sur l'art roman européen, dont celle des « écoles régionales », ou celle des « routes de pèlerinage » ; pour notre région, l'œuvre qui eut le plus de portée fut celle de l'historien américain Arthur Kingsley Porter (1883-1933) qui publia deux ouvrages énormes : Lombard Architecture (4 vol., 1919), puis Romanesque Sculpture of the Pilgrimage Roads (10 vol., 1923). A.K. Porter est l'inventeur de la notion d'« art lombard », qui eut un large écho. L'un de ses élèves, Kenneth John Conant (1894-1984), entreprit des recherches archéologiques sur les édifices de la région ; il arriva à Cluny en 1924, y séjournant par intermittence jusqu'à sa mort en 1984. Dans le même mouvement, une élève de Conant, Elizabeth Read Sunderland (1910-1994), entreprit à partir de 1937 des recherches archéologiques à Charlieu. Un autre auteur influent fut l'architecte et autonomiste catalan Josep Puig i Cadafalch (1867-1956), qui publia en 1930 La geografia i els orígens del primer art romànic, ouvrage qui marqua la naissance de la redoutable notion de « premier art roman ».
Toutefois, dans les années 1930 et 40, les observations systématiques se poursuivirent, et notamment sous la forme de deux nouvelles thèses de l'École des chartes, celle de Christiane Malo-Dickson, « Les églises romanes de l'ancien diocèse de Chalon » (publiée à Mâcon en 1935) et celle de Raymond Oursel, « Les églises romanes de l'Autunois et du Brionnais » (publiée à Mâcon en 1956). Dans ce dernier livre en particulier est discutée la notion nouvelle (créée par Charles Oursel) d'« église martinienne », expression qui recouvre l'idée d'une « école » autunoise indépendante de celle de Cluny. En 1950, Joan Evans publie à la maison d’édition Cambridge University Press son livre L’art de Cluny de la période romane qui traite de l’art et de la sculpture des moines de l’abbaye de Cluny.

### La vague des thèses américaines et allemandes
À partir des années 1960, une série d'étudiants américains arrivèrent en Saône-et-Loire avec des yeux neufs. Modérément encombrés par les théories forgées à l'époque précédente, ils s'employèrent à effectuer des observations plus précises, en essayant de déterminer les méthodes et les phases de construction : ce fut le début de ce que l'on a depuis appelé « archéologie monumentale » ; plusieurs n'hésitèrent pas non plus à fouiller les archives, à la recherche de tous les documents, souvent tardifs, susceptibles de renseigner sur les états successifs des édifices étudiés. Ces thèses sont malheureusement pour la plupart demeurées à l'état de microfilms. On peut toutefois en trouver un exemplaire papier à la bibliothèque des archives départementales de Saône-et-Loire à Mâcon.
On doit en particulier mentionner les travaux de C. Edson Armi sur Tournus et les ateliers de sculpteurs, et ceux de Walter Berry sur les églises du bassin de l'Arroux[réf. souhaitée].
Plus tard (fin des années 1980) commencèrent à arriver des étudiants allemands, davantage encore férus d'exactitude, et effectuant des relevés d'une grande minutie.
En France même, sortant des classifications formelles et d'un examen purement architectonique de l'art ecclésiastique médiéval, on commençait à s'intéresser aux relations entre liturgie et architecture (Carol Heitz).

### L'archéologie de terrain
La fouille archéologique des sols des églises romanes de Saône-et-Loire commença à Tournus au début du XXe siècle, avant l'ouverture des sondages de Conant à Cluny (1927) et d'E. Sunderland à Charlieu. À partir des années 1970, l'essor général des recherches archéologiques en France aboutit à la création de l'INRAP (2002). Cet essor toucha aussi le Moyen Âge, et des fouilles importantes d'églises romanes furent entreprises ; citons notamment celles de Saint-Pierre-l'Estrier à Autun (C. Sapin), du cloître Saint-Nazaire d'Autun (C. Sapin), de Cluny III (Anne Baud), de la basilique de Paray-le-Monial (G. Rollier), de l’église Saint-Clément de Mâcon (Alain Guerreau et Christian Sapin), du chœur de Saint-Lazare d'Autun (W. Berry), de Saint-Maieul de Cluny et de Cluny II (A. Baud et C. Sapin). Le nouvel Architecte en Chef, Frédéric Didier, particulièrement intéressé par l'analyse historique des bâtiments, fait régulièrement réaliser des diagnostics archéologiques avant restauration. De tous ces travaux est d'ores et déjà ressortie une moisson d'informations nouvelles, qui, sur bien des points, infirme les croyances antérieures.

## Esquisse d'histoire des constructions - Hypothèse de schéma chronologique
Une approche rénovée de l'histoire des édifices ecclésiastiques médiévaux en Bourgogne repose sur quatre considérations :
1. partir d'un corpus, et non juxtaposer des monographies isolées : se préoccuper d'abord des relations entre les sites, les bâtiments et leurs caractéristiques avant de tenter d'expliquer ou de dater quoi que ce soit ; ce qui implique d'appréhender les formes principales d'organisation de cet ensemble ;
2. considérer d'abord les constructions (ou l'entretien de celles-ci) comme des activités du clergé et des dominants laïcs, et voir ainsi d'abord dans ces édifices des documents sur l'histoire (mouvementée) des structures ecclésiastiques dans cette zone, et donc d'abord sur les rapports des clercs entre eux, et avec les laïcs ;
3. remettre en question le dogme implicite selon lequel les textes mentionnant des églises aux IXe et Xe siècles ne peuvent pas se rapporter aux églises aujourd'hui visibles en élévation ;
4. tenir compte sans réserve des observations archéologiques, en distinguant avec une extrême attention les observations elles-mêmes des interprétations des archéologues.

Cette nouvelle perspective conduit à trois hypothèses principales :
- La chronologie qui fait débuter la vague de constructions romanes en Bourgogne vers 1020 et qui date la fin de celle-ci vers 1140 est beaucoup trop étroite ; les premiers édifices « romans » remontent loin au-delà de l'an mil, et on a continué à construire selon les principes romans pendant des siècles, et notamment pendant toute la période où, ailleurs en Europe, s'imposa complètement l'opus francigenum, l'art gothique.
- Il faut accorder une importance primordiale à la première moitié du XVIIe siècle : c'est le moment où sombrèrent définitivement le rôle et le sens de l'église médiévale ; à partir de là, l'utilisation et le traitement des édifices furent complètement différents, et ce changement s'est profondément gravé dans l'aspect actuel de ces bâtiments.
- Si l'on considère l'actuel département de Saône-et-Loire, tout montre une césure radicale entre le tiers nord-ouest du département (Charolais, Bourbonnais, Autunois, Morvan : en gros la partie correspondant à l'ancien diocèse d'Autun) et le reste du département ; ces deux parties relèvent d'ensembles bien plus vastes, au nord-ouest et à l'ouest d'un côté, à l'est et au sud d'autre part ; deux ensembles aux caractéristiques sociales différentes jusqu'à une date récente, et qui ont connu des évolutions bien distinctes ; ces deux zones ne vivaient pas en synchronie : c'est une articulation majeure du corpus qui nous occupe.

### VIe–VIIIesiècles
Les constructions de cette époque sont presque inconnues ; on ne peut cependant pas douter que la région était couverte d'églises dès le VIe siècle ; au demeurant, la quantité impressionnante de « sarcophages mérovingiens » observés en Chalonnais - Mâconnais (Henri Gaillard de Sémainville) montre que les artisans de cette époque maîtrisaient convenablement l'extraction, la taille et le transport de blocs de pierre de taille respectable. Jusqu'à présent, les observations scientifiques n'ont porté que sur Saint-Pierre-l'Estrier à Autun et Saint-Clément à Mâcon : édifices périurbains de taille modeste, mais où l'on note des éléments qui traduisent la recherche d'un décor assez sophistiqué.

### 840-940

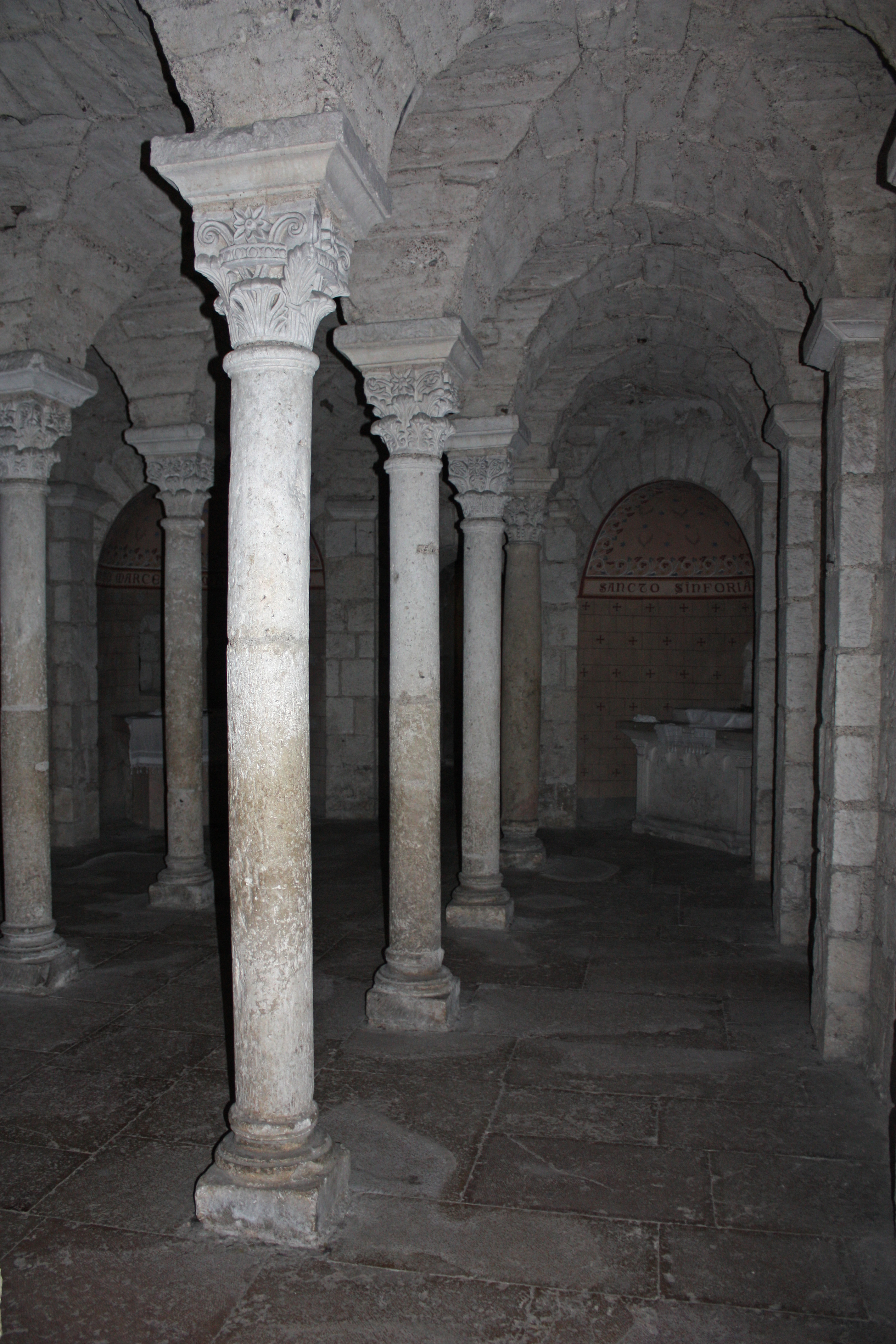
Crypte de l'abbaye Saint-Philibert de Tournus.

De même que la minuscule caroline s'est mise en place dans la première moitié du 9e et a duré, avec un minimum de variations, jusqu'à la fin du 12e, on doit partir de l'idée d'un mouvement continu de la construction durant cette même période, que l'on peut convenir d'appeler simplement romane. Pour notre région, le travail pionnier de Christian Sapin (1986) est le point de départ de toute réflexion. Cet auteur a identifié cinq édifices :
1. L'abside de Saint-Georges de Couches (fin 8e)
2. Le massif occidental de Saint-Andoche d'Autun,
3. Les restes de l'ancienne église Saint-Martin de Mellecey,
4. Les traces de la chapelle du Mont Dardon,
5. Les ruines de Saint-Martin de Mesvres, tous éléments datables de la fin du IXe siècle.

Il faut revoir bien d'autres chronologies, et s'attaquer à des édifices plus importants ; le premier état de l'abbaye de Charlieu (fouillé avant 1940 avec les méthodes de l'époque) est certainement antérieur à l'arrivée des Clunisiens en 932 ; la nef, la croisée et une partie du chœur de Perrecy-les-Forges sont assurément aussi de la fin du IXe ; quant à la crypte de Tournus, on ne peut manquer de remarquer qu'elle n'est pas du tout homogène, et que la partie centrale est, elle aussi, très probablement de la fin du IXe. Il est certain que nombre d'églises rurales plus modestes demandent aussi à être redatées, un exemple assez clair étant celui de Saint-Point, qu'il faut également attribuer à cette phase.

### 940-980

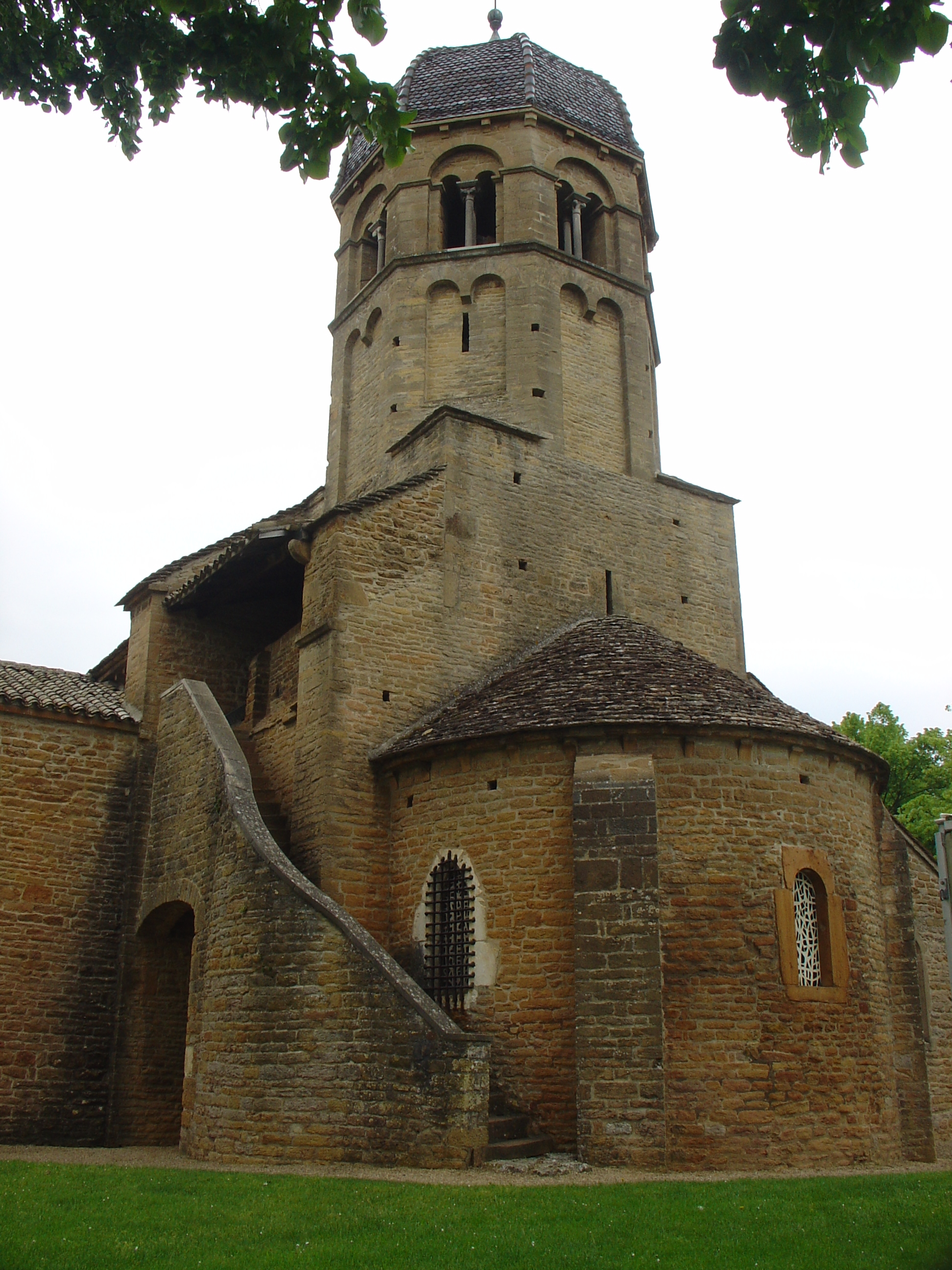
Attestée depuis 968 comme premier lieu de culte dédié à saint Pierre, l'église de Charnay-lès-Mâcon prit le nom de Sainte-Madeleine au XVIe siècle.

On a remarqué depuis assez longtemps que la portion centrale du département (Chalonnais, Mâconnais) connut un vif essor à partir des années 940, et encore plus nettement après 960[réf. souhaitée]. Personne ne doute que Cluny II fut construit sous l'abbatiat de Maieul, c'est-à-dire aux alentours de 960-980. Alain Guerreau a découvert un texte qui montre que la reconstruction de la cathédrale Saint-Vincent de Mâcon était achevée vers 980[réf. souhaitée]. C'est à cette phase qu'il faut attribuer la prédilection pour l'opus spicatum, présent dans nombre d'édifices modestes (Saint-Clément-sur-Guye, Saint-Huruge, Péronne, Bonnay, et Prayes - ces deux derniers détruits), mais aussi d'autres édifices bien datés par les textes de donation, comme Massy ou Domange. À quoi il faut ajouter tout ou partie d'édifices comme Uchizy, Vaux, Saint Taurin de Chevignes, Bezornay, Burgy, Saint-Vincent-des-Prés. Au sud-ouest, c'est de cette phase que date le chœur de Bois-Sainte-Marie, directement inspiré de l'église de Charlieu de la période antérieure.

### 980-1040
Cet essor de la partie sud-est de la zone dura jusqu'au milieu du XIe siècle ; durant cette période, Cluny étendit rapidement son influence, tandis que les évêques de Mâcon et Chalon reprenaient en main le patrimoine ecclésiastique. Il faut attribuer à cette phase 980-1050 une grande quantité de constructions - reconstructions, encore que les critères propres à cette période ne soient pas établis avec netteté ; aucune nouveauté technique significative, mais une généralisation de procédés rares (mais pas absents !) à la période précédente, comme le layage soigné des parements décoratifs (montants de portes et fenêtres) ou les coupoles sur trompes. Le monument-phare est à coup sûr la nouvelle abbatiale Ste-Marie, St-Philibert et St-Valérien de Tournus, dont la totalité du premier niveau est réalisée dans cette période (mais non les parties hautes, sauf la chapelle haute Saint-Michel). Peut-être des bâtiments comme Laizé, Chardonnay, Saint-Martin-de-Lixy, Passy, Saint-Martin-de-Croix, Le Villars, Laives, Lancharre, Chapaize. On peut voir sur la partie en ruines de l'église du Puley, un éclaté des trompes, avec une coupole octogonale à "facettes". La petite église de Burnand peut appartenir à l'époque précédente, ou à celle-ci, les fresques étonnantes qui ont été découvertes en 1986 sont des environs de l'an mil. Plus à l'ouest, c'est l'influence dès lors dominante de Cluny qui est à l'origine de la construction de la première priorale de Paray-le-Monial (bizarrement dénommée Paray II par les archéologues) : les fouilles de Gilles Rollier ont bien fait apparaître le plan de l'église construite à partir du début du XIe, et achevée dans les années 1120.

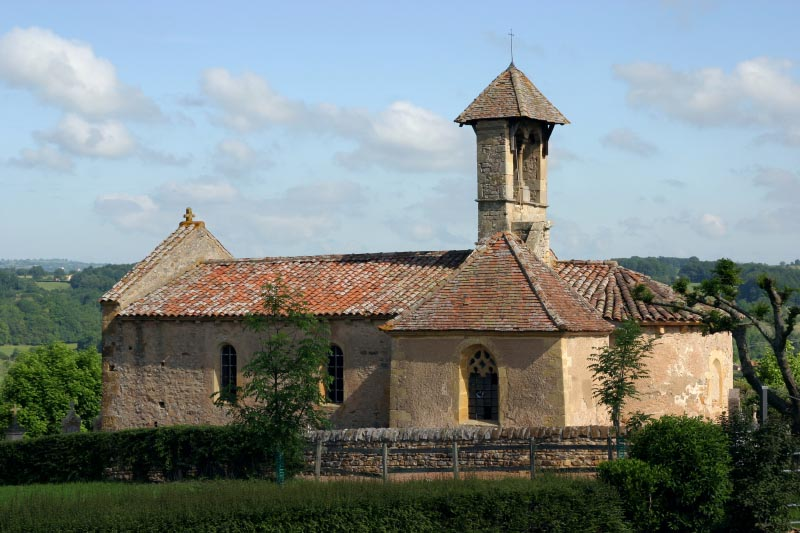
Église de Saint-Martin-de-Lixy.
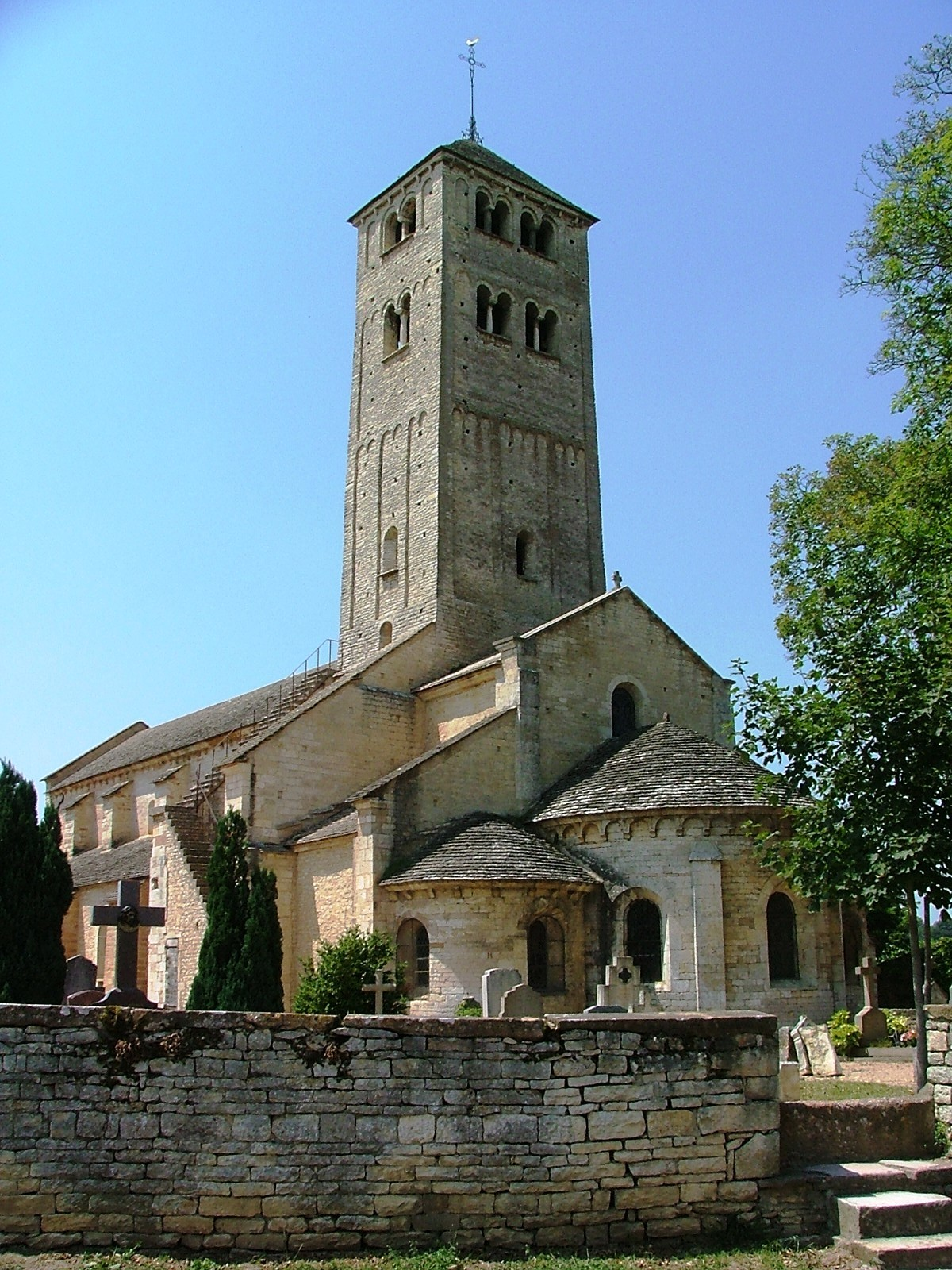
Église Saint-Martin de Chapaize.

### 1040-1140

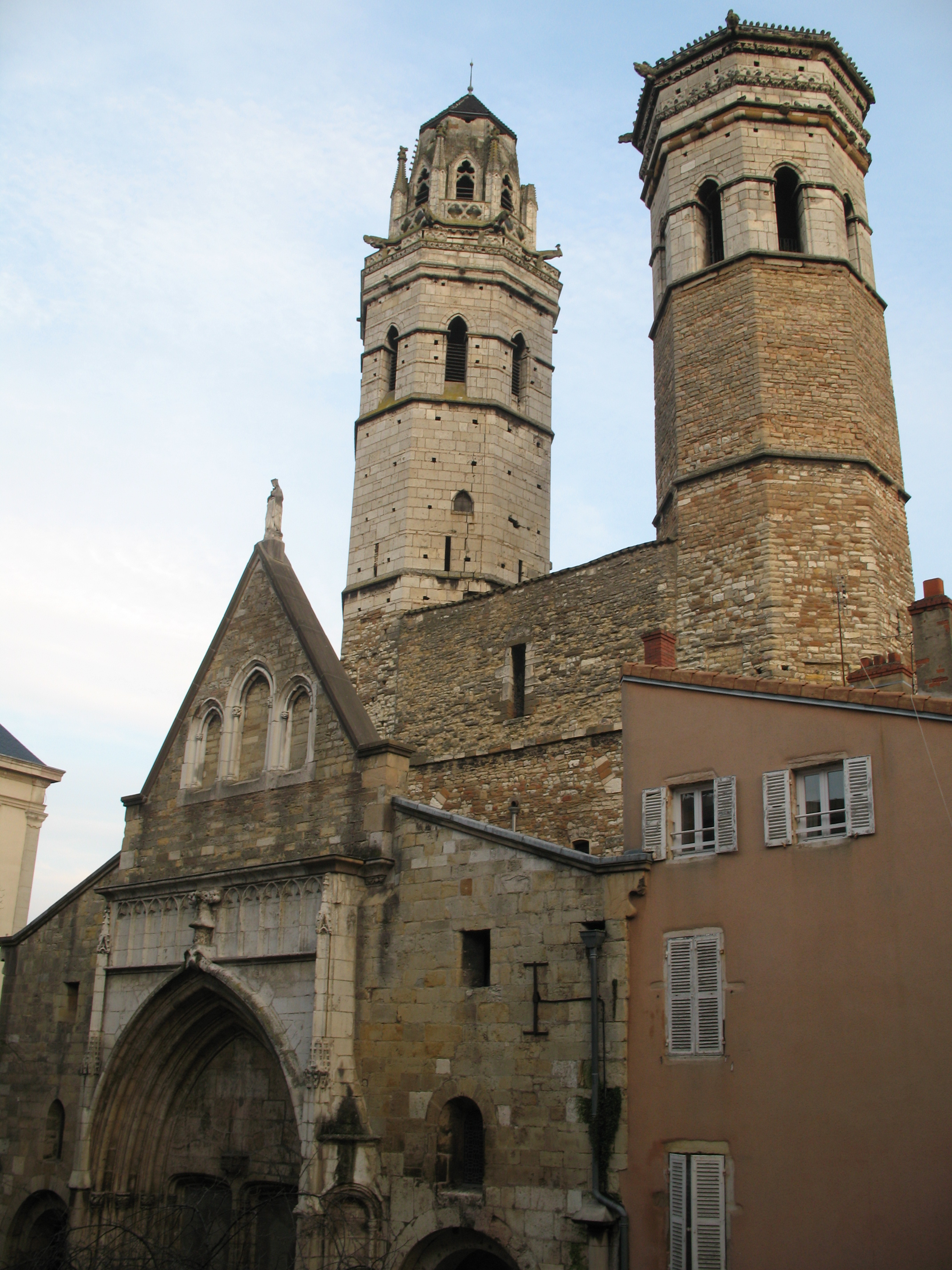
Cathédrale Saint-Vincent de Mâcon.

À partir des années 1040, et plus encore 1060, s'ouvrit une phase de batailles de plus en plus violentes entre les clunisiens et les évêques et chanoines de Chalon et surtout de Mâcon. Ces derniers voyaient leur autorité, et leurs revenus, mis à mal par l'impérialisme clunisien, et réagirent fermement, en dépit du soutien pontifical à Cluny. Tout se termina par l'excommunication presque simultanée de l'évêque de Mâcon, Bérard de Chatillon, et de l'abbé de Cluny, Pons de Melgueil (1124). Cette rivalité de plus en plus forte fut un des principaux moteurs des constructions dans toute la région durant cette période, chacun des protagonistes cherchant à manifester son pouvoir et son autorité par une emprise rituelle et liturgique plus spacieuse et plus voyante. Avec un zeste d'exagération, on peut parler de « folie des grandeurs ». Le cas le plus universellement connu étant la construction de Cluny III que l'on attribue à l'initiative d'Hugues de Semur. Quant aux porches richement décorés de la cathédrale Saint-Vincent de Mâcon et de Perrecy-les-Forges, ils furent conçus comme une réponse à la suprématie clunisienne, comme d'ailleurs la reprise des travaux à Tournus (croisée et chœur). Sans preuve décisive, mais avec une bonne probabilité, on attribue aux clunisiens l'invention de l'arc brisé à la fin du XIe siècle, Cluny III en étant la première mise en œuvre (ce que contestent les historiens de la cathédrale de Durham...). La floraison, ponctuelle mais importante, de la sculpture sur pierre dans les sites que l'on vient de mentionner apparaît ainsi comme le produit d'un contexte bien particulier, de même que l'apparition de l'arc brisé. D'un autre côté, les dernières années du XIe et le début du XIIe virent le début de l'essor dans la zone nord-ouest (en gros la partie du département correspondant à l'ancien diocèse d'Autun). Il reste cependant délicat d'attribuer des bâtiments à cette première phase (en dehors des deux cas particuliers cités plus haut), peut-être Montmort ou Saint-Romain-sous-Versigny. Sans doute les parties les plus anciennes d'Anzy-le-Duc, comme la crypte. Peut-être aussi la priorale Saint-Nazaire de Bourbon-Lancy, certainement plus récente que ne le laisserait supposer son apparence quasi carolingienne.

### 1120-1130 à 1240

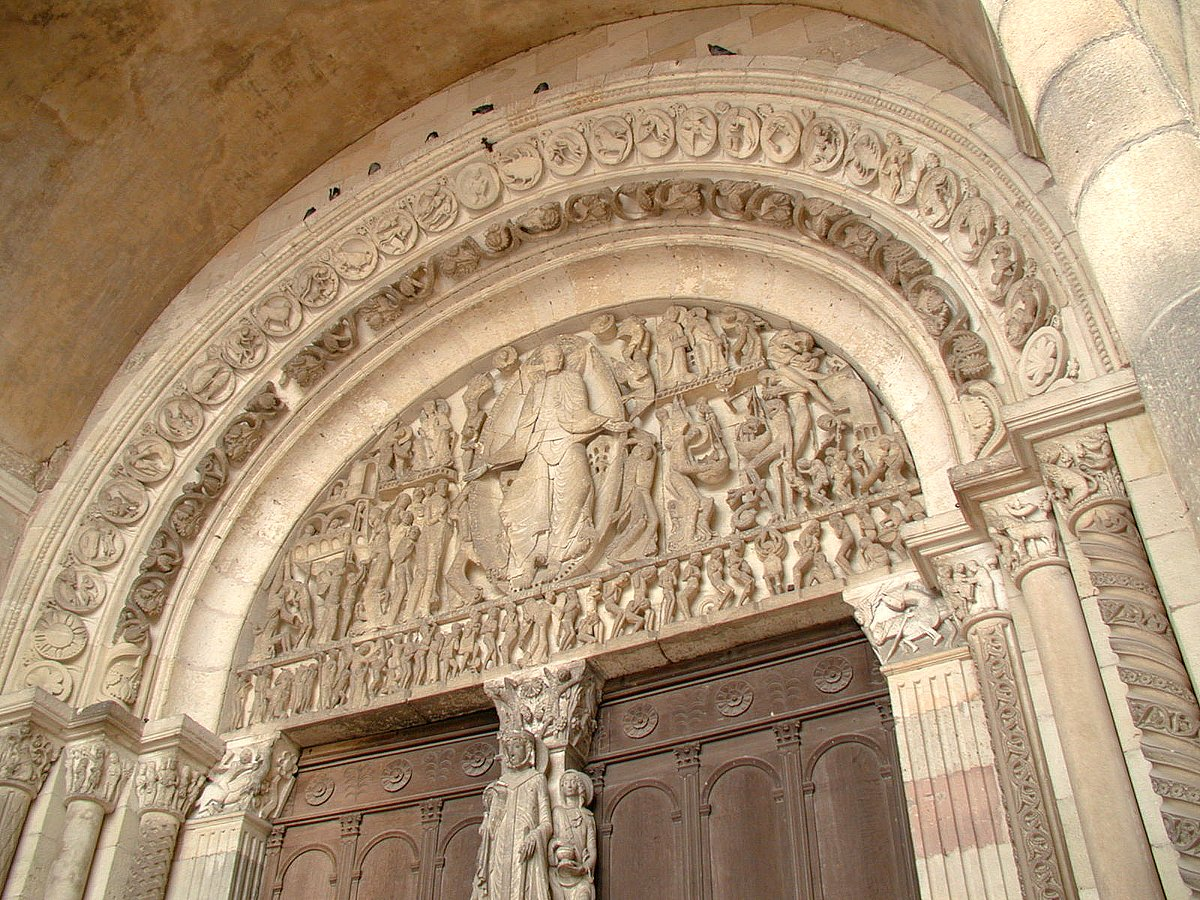
Le tympan de la cathédrale Saint-Lazare d'Autun réalisé par Gislebert.

Le « modèle » clunisien écrase tout le reste, même si une forte originalité se maintint dans le diocèse d'Autun. Tandis que dans ce diocèse, il s'agit de la phase centrale de l'essor médiéval, et donc de la plupart des constructions romanes, dans le reste de notre zone, on entra dans une assez longue période de stagnation, qui ne prit fin que vers le milieu du XIIIe et qui correspondit donc surtout à des ajouts et à des reconstructions partielles. Le bâtiment emblématique de cette phase est la nouvelle cathédrale Saint-Lazare, construite vers 1125-1145. La technique et la qualité atteintes d'emblée sont liées à la date relativement tardive. Paray-le-Monial est instructif pour d'autres raisons : depuis les fouilles de Gilles Rollier, et les observations détaillées des élévations subsistantes, la chronologie du site a été bouleversée. La première priorale de Paray fut sans doute entreprise au début du XIe, mais ne fut achevée (tour nord de la façade) qu'au début du XIIe, ce qui en dit long sur l'indigence des institutions ecclésiastiques de la zone avant le XIIe (et qui éclaire aussi l'intérêt qu'il y a à dater des édifices à cinq ou dix ans près).
La nouvelle construction fut sans doute suscitée, comme à Autun, par le retournement de la conjoncture. Mais les premiers travaux (déambulatoire) n'eurent probablement pas lieu avant les années 1140, au mieux, et n'avancèrent que très lentement. Que la majeure partie du transept et la totalité de la nef soient bretturées indiquent que l'on ne peut guère les placer avant les années 1220, car on ne voit pas comment cette nouvelle technique serait apparue plus précocement dans cette zone. On est amené à supposer qu'entre le démarrage des deux chantiers Cluny III et Paray III, il y a un demi-siècle d'écart, et sans doute plus d'un siècle à l'arrivée. Ce qui montre l'intérêt des comparaisons visuelles utilisées comme critère majeur de datation. Dans les diocèses de Chalon et Mâcon, l'arc brisé se répandit largement, et des techniques de mise en œuvre plus soignées se généralisèrent ; les murs diminuèrent progressivement d'épaisseur. Il y eut encore de nombreuses constructions, mais dans bien des cas il s'agit de compléments ou de réfections partielles (qui ont pu d'ailleurs aussi bien toucher la nef et laisser subsister le chœur et le clocher, que l'inverse). À cet égard, le dernier ouvrage de Christian Sapin, qui cherche assez systématiquement à distinguer au moins deux phases dans les édifices étudiés, apporte de substantielles nouveautés ; on peut cependant se demander si, dans la majorité des cas, l'auteur ne sous-estime pas l'écart chronologique entre les deux phases qu'il distingue. Ce fut sans doute la phase principale de la sculpture du Brionnais (peut-être autour de 1200 pour les édifices que l'on place en fin de liste, Semur et Châteauneuf. Ce fut également à cette époque que les bourgeois de Cluny se mirent à édifier en grand nombre des maisons en pierre aux façades de luxe, décorées de ces fameuses « claires-voies », dont l'étude systématique a été entreprise par Jean-Denis Salvèque.

### 1240-1340

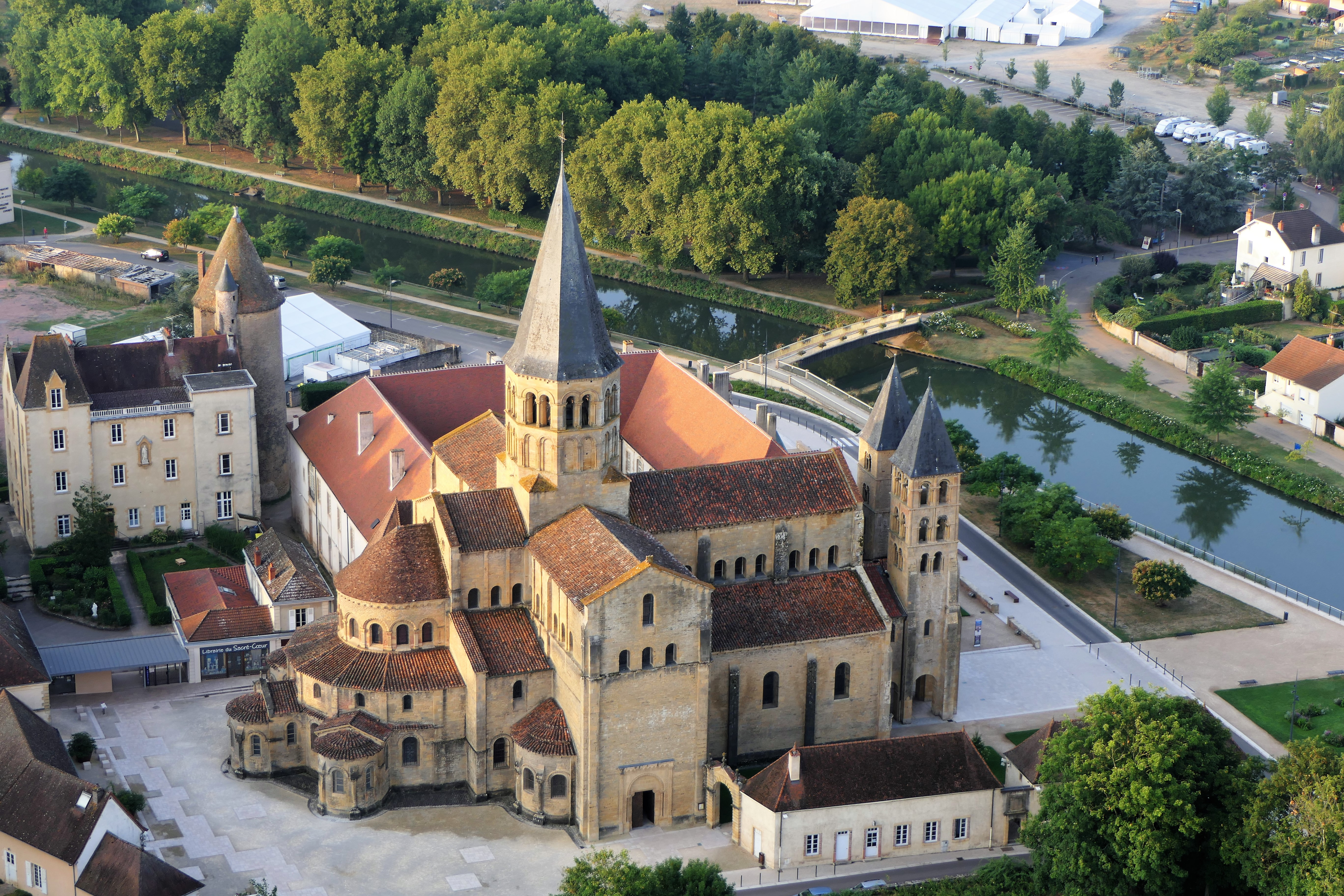
Basilique de Paray-le-Monial.

Le style gothique s'implanta modestement dans la région, et le plus souvent sous forme d'appendices ou de reconstructions partielles d'édifices existants : adjonction de chapelles par des familles aristocratiques, reconstruction d'un chœur voûté d'ogives. Principaux édifices connus : la nouvelle cathédrale de Mâcon et l'église Saint-Pierre de cette ville (détruites à partir de la Révolution), Notre-Dame de Cluny, Saint-Philibert de Charlieu. À Chalon, on se contenta de remodeler la cathédrale romane. À Autun, une tentative de reconstruction gothique de l'ancienne cathédrale Saint-Nazaire s'enlisa après quelques travées. Mais presque partout, on continua cependant de construire des bâtiments de type roman, seuls quelques détails (de décor ou d'appareil) trahissant leur construction tardive. La zone la plus concernée fut probablement le Charollais, où la majorité des églises romanes datent de cette phase ultime, notamment caractérisées par des arcs brisés extrêmement pointus, comme à Collonge-en-Charollais, Grandvaux, Champlecy. Mais on trouve des édifices de cette période un peu partout, comme l'ancienne église de Saint-Yan sur les bords de la Loire (entièrement bretturée), ou celle de Saint-Albain sur les bords de la Saône (chœur et transept d'ailleurs voûtés d'ogives).
À Paray-le-Monial, la tour de la croisée fut terminée au XIVe siècle : le premier étage en style roman (conservé), le second parfaitement gothique (détruit au XIXe et remplacé par un pastiche néo-roman) ! On note au passage que l'extrême longévité des formes romanes est depuis longtemps admise pour les édifices du  Jura et du canton de Neuchâtel (Suisse) ; la même constatation est à faire pour la Bourgogne. Signalons encore que la plupart des flèches en pierre qui surmontent nombre de clochers romans ne peuvent guère être antérieures à cette phase, elles n'ont absolument rien de « roman », même si leur mode de construction ne les distingue pas de leur soubassement : elles expriment des formes et un mode d'organisation de l'espace gothiques.

### 1340-1600
Beaucoup d'églises, sinon toutes, reçurent alors un décor sculpté abondant sous forme en particulier de statues de saints, un certain nombre sont conservées (Denis Grivot)[réf. souhaitée]. Le cardinal Rolin entreprit de très importants travaux à la cathédrale d'Autun qui, à l'extérieur, prit l'aspect d'une cathédrale gothique (flèche en pierre, arcs-boutants, toit à forte pente). Les troubles de la guerre de Cent Ans n'ont pas laissé de traces bien identifiées à ce jour, et la population sur place n'a pas cessé de chercher à entretenir ses bâtiments. Il en alla tout différemment pour les guerres de religion (1560-1598), où l'abandon et l'absence d'entretien furent généraux, d'où résultèrent de considérables dégâts : on peut estimer qu'en 1600, la majeure partie des églises de la région étaient en ruine ou très endommagées.

### 1600-1790

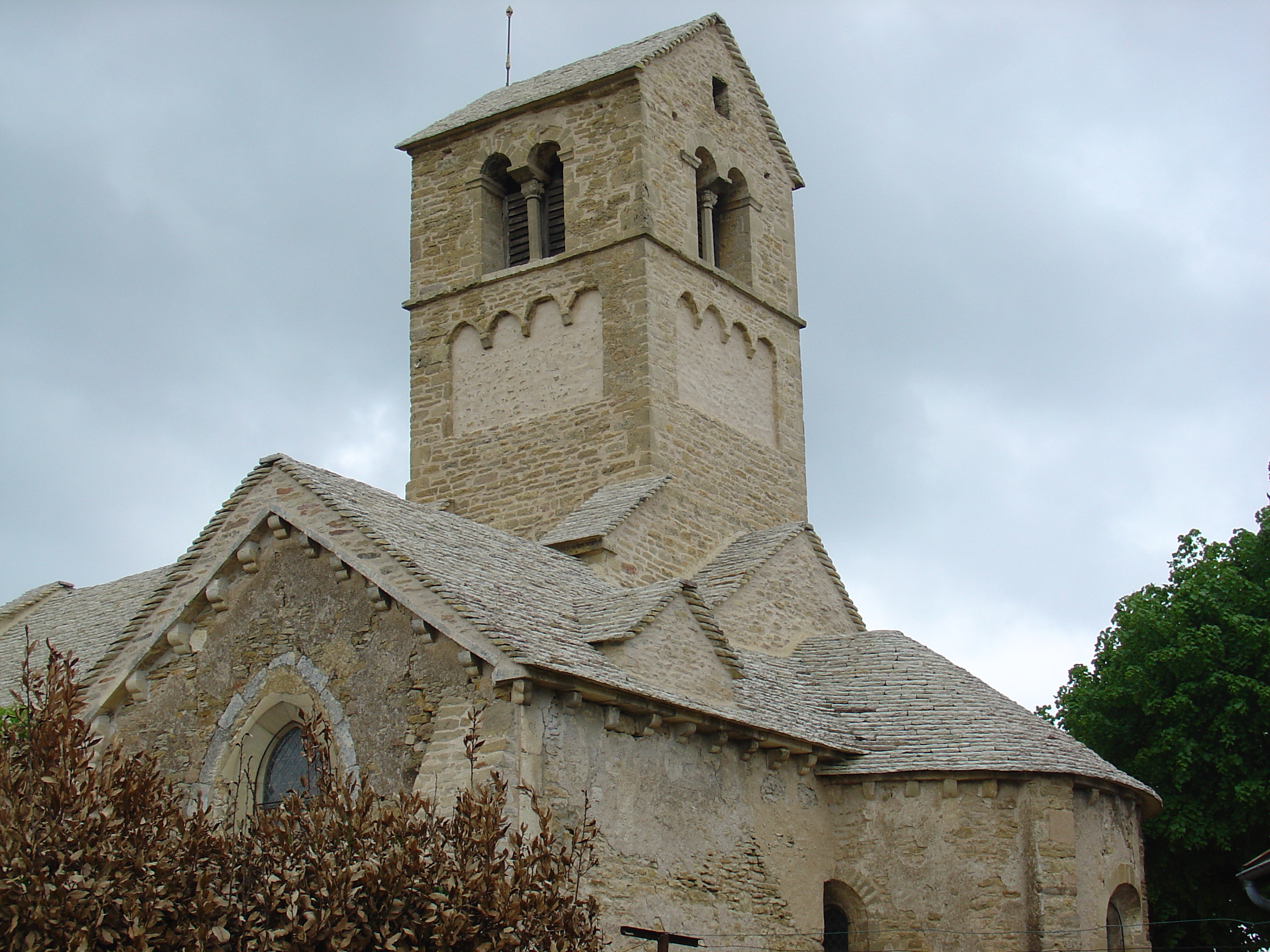
Toitures en laves de la chapelle Sainte-Bénédicte de Domange à Igé.

La première moitié du XVIIe siècle marqua une césure radicale, tant sur le plan matériel que sur celui de la signification, césure qui a été sous-estimée, voire ignorée. À la suite des guerres de religion, les couches dominantes de la société adoptèrent une autre attitude à l'égard de l'Église, désormais considérée comme un simple outil d'encadrement des masses rurales. Ce ne fut pas Bonaparte, mais Louis XIV qui transforma le clergé en corps de fonctionnaires au service de l'État. Les évêques gallicans n'étaient plus qu'un instrument du pouvoir monarchique, et les curés, les exécutants locaux de la volonté des intendants (voyez l'obligation de tenir des registres paroissiaux).
Dans un premier temps, il fallut remettre les églises en fonctionnement, et l'on fit en général au plus vite et au moindre coût. Ce fut alors qu'apparurent sur ces bâtiments des types de couverture (alors à bon marché) que l'on n'avait jamais utilisés auparavant comme les pierres (« laves »), ou le bois (bardeaux). On rebadigeonna rapidement les intérieurs en gris ou en beige, les enduits extérieurs furent rétablis à l'aide de matériaux rustiques. Au cours des XVIIe et XVIIIe siècles, l'aristocratie comme le clergé se préoccupèrent plutôt de leur confort ordinaire. Les aristocrates envahirent une partie de la nef de leurs sièges et de leurs fauteuils, là où auparavant il n'y avait qu'un espace vide ; le clergé se construisit presque partout des sacristies formant excroissance dans la région du chœur, pour y entreposer plus commodément les nappes d'autel et tout l'attirail des vêtements liturgiques ; les uns comme les autres cherchèrent à se donner de la lumière, et l'on agrandit les fenêtres partout où on le put. Pour impressionner les foules, on construisit, toujours à peu de frais, de grands décors de bois peint à l'arrière des autels.
Les ecclésiastiques plus puissants profitèrent de la nouvelle richesse que leur apporta le retournement général de la conjoncture à partir des années 1740 pour entreprendre une réorganisation de leur espace bâti. Le cas le plus célèbre est celui de Cluny, où le grand prieur Dom Dathoze décida de détruire la plus grande partie des bâtiments conventuels médiévaux pour les remplacer par un nouvel ensemble au goût du jour. À Autun, les chanoines, pour installer un nouveau décor dans le chœur de Saint-Lazare, détruisirent le mausolée de Saint-Lazare, œuvre majeure de la sculpture romane, firent disparaître les sculptures romanes du porche oriental (avec la fameuse Ève) et camouflèrent le tympan roman sous le plâtre, à l'occasion de quoi ils décapitèrent le Christ (1766) ; puis ils rasèrent tout simplement l'antique cathédrale Saint-Nazaire. L'évêque Talleyrand (1754-1838) était tout sauf une exception (évêque d'Autun de 1788 à 1790). On ne doit pas oublier non plus que les évêques, dans le souci pragmatique d'adapter le réseau paroissial aux évolutions démographiques, firent passer quelques succursales au rang d'églises, mais surtout dégradèrent beaucoup d'édifices en simples chapelles, sans revenu ni desservant, ce qui marqua le vrai début de leur ruine irrémédiable.

### De 1790 à 1905
Les secousses de la période révolutionnaire ne firent guère qu'accentuer les évolutions antérieures. Le monachisme étant devenu anachronique, personne ne contesta la suppression des ordres ni la vente de leurs biens. Dans les centres où le poids de l'institution ecclésiastique avait généré, souvent depuis le XVe siècle, un anticléricalisme croissant, eurent lieu quelques destructions de caractère avant tout symbolique, comme le percement de la nef de l'abbatiale de Cluny, ou la démolition de l'église des chanoines nobles de Saint-Pierre de Mâcon. Là où les moines s'étaient déjà sécularisés, comme à Tournus, il ne se passa à peu près rien. Durant un demi-siècle, l'élite française fit preuve d'une complète indifférence à l'égard de la religion ; ce qui eut pour conséquence concrète l'absence d'entretien des bâtiments durant cette période : vers 1840, les édifices du culte étaient délabrés. À partir de cette date débutèrent deux mouvements inverses, aux conséquences déterminantes : d'un côté, quelques intellectuels s'émurent de la situation d'édifices qui, à leurs yeux, entraient de plein droit dans la catégorie d'« œuvre d'art » (alors toute récente), ils entreprirent de dresser des listes d'édifices méritants, et même de commencer à les décrire ; cette préoccupation se traduisit en pratique par le début des activités de protection et de restauration, incarnées par les figures emblématiques de Prosper Mérimée (1803-1870) et Eugène Viollet-le-Duc (1814-1879).
Dans la région, les dessins célèbres d'Émile Sagot furent réalisés entre 1830 et 1863. Le premier chantier important fut celui de la reconstruction de la façade de l'ancienne cathédrale de Chalon entre 1827 et 1844, par le lyonnais Antoine Chenavard (1787-1883). À Tournus, la première campagne de restauration de Charles Questel eut lieu de 1845 à 1850 (reprise agressive dans le chœur). À Mâcon, les restes de l'ancienne cathédrale furent restaurés par Guillemin entre 1847 et 1855 (le tympan roman retrouvé sous une couche de plâtre en 1850). À Autun, Robelin puis Dupasquier travaillèrent de 1837 à 1845.
Viollet-le-Duc dirigea une restauration très énergique de 1860 à 1873. Dans le même temps, une fraction du clergé, d'abord très minoritaire, mais gagnant rapidement du terrain, entreprit une opération méthodique de reconquête, que l'on associe souvent, par approximation, au nom d'une institution créée au XVIIe siècle, mais qui connut sa plus grande gloire au XIXe siècle, la « Compagnie des prêtres de Saint-Sulpice ». On vit ainsi dans les villes comme dans les campagnes s'activer de nouvelles générations de curés, et l'une de leurs préoccupations majeures fut la construction de nouvelles églises, modernes, plus vastes, plus hautes. Lorsque ces desseins furent menés à terme, l'effet fut presque toujours la destruction de l'édifice antérieur. En Saône-et-Loire, on peut évaluer à plus de deux cents le nombre d'édifices médiévaux qui furent ainsi anéantis en très peu de temps (avec l'aide et la bénédiction des autorités civiles et religieuses), principalement sous le Second Empire, et encore sous les débuts de la IIIe République, tandis que deux cents autres étaient plus ou moins gravement endommagés.
Aucune autre période ne fut aussi néfaste pour les bâtiments médiévaux. Mais, si le clergé était à peu près partout aussi agressif, le soutien qu'il reçut des élites et des populations locales fut très variable ; dans une grande partie de la Saône-et-Loire, le mouvement dit de « déchristianisation » était largement entamé vers 1850, et se conjugua à de fortes traditions anticléricales (notamment dans toute la partie médiane du département, Chalonnais, Clunisois, Mâconnais). Dans bien des cas, les curés, au prix de grands efforts, ne parvinrent pas à faire mieux qu'à obtenir des reconstructions partielles, qui détruisirent seulement les nefs, souvent les absides. Si la Saône-et-Loire compte encore plus de trois cents édifices en tout ou en partie romans, on le doit d'abord à l'anticléricalisme du XIXe siècle.

### Depuis 1905

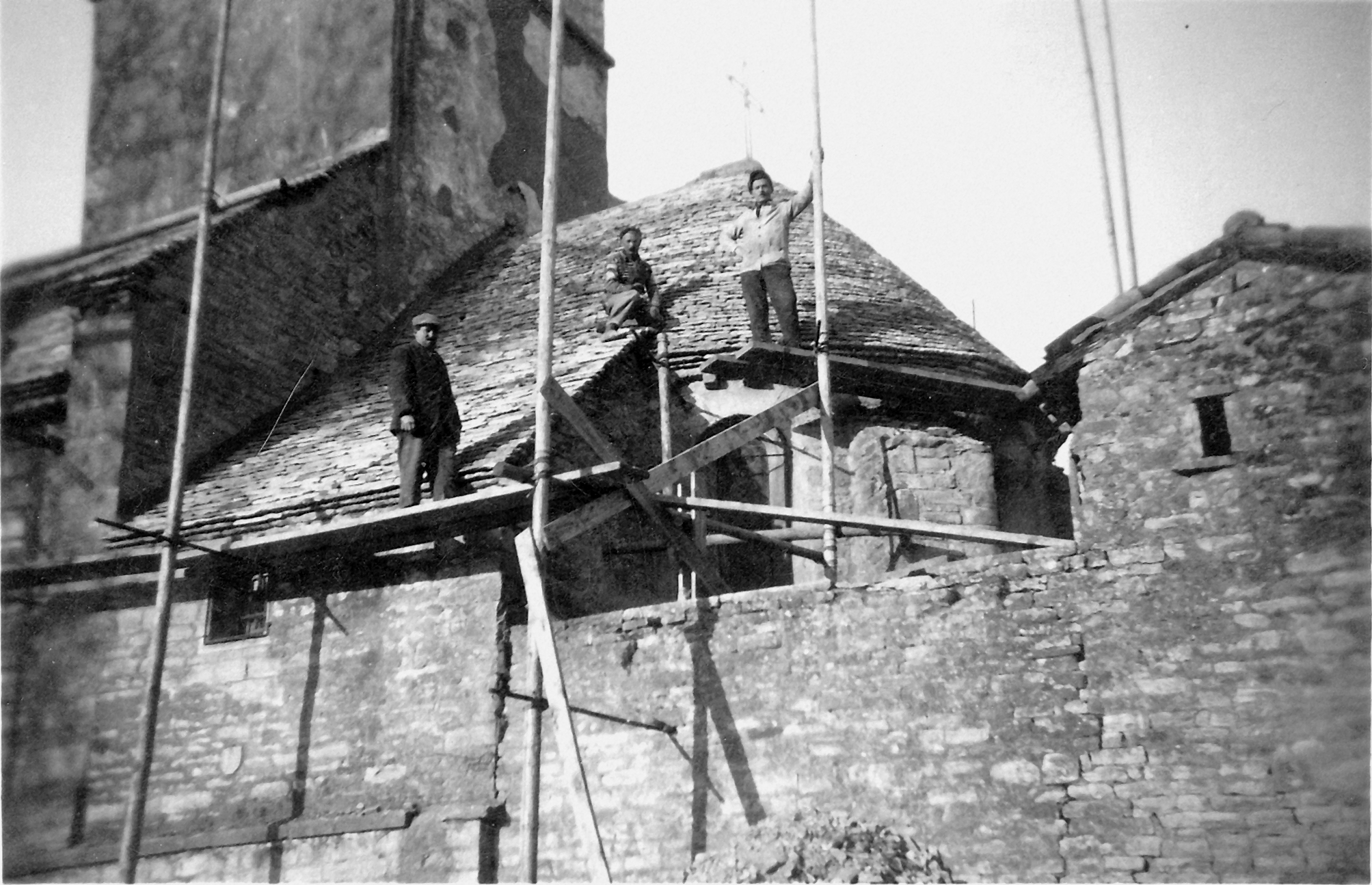
Rénovation de l'église de Farges-lès-Mâcon en 1932.

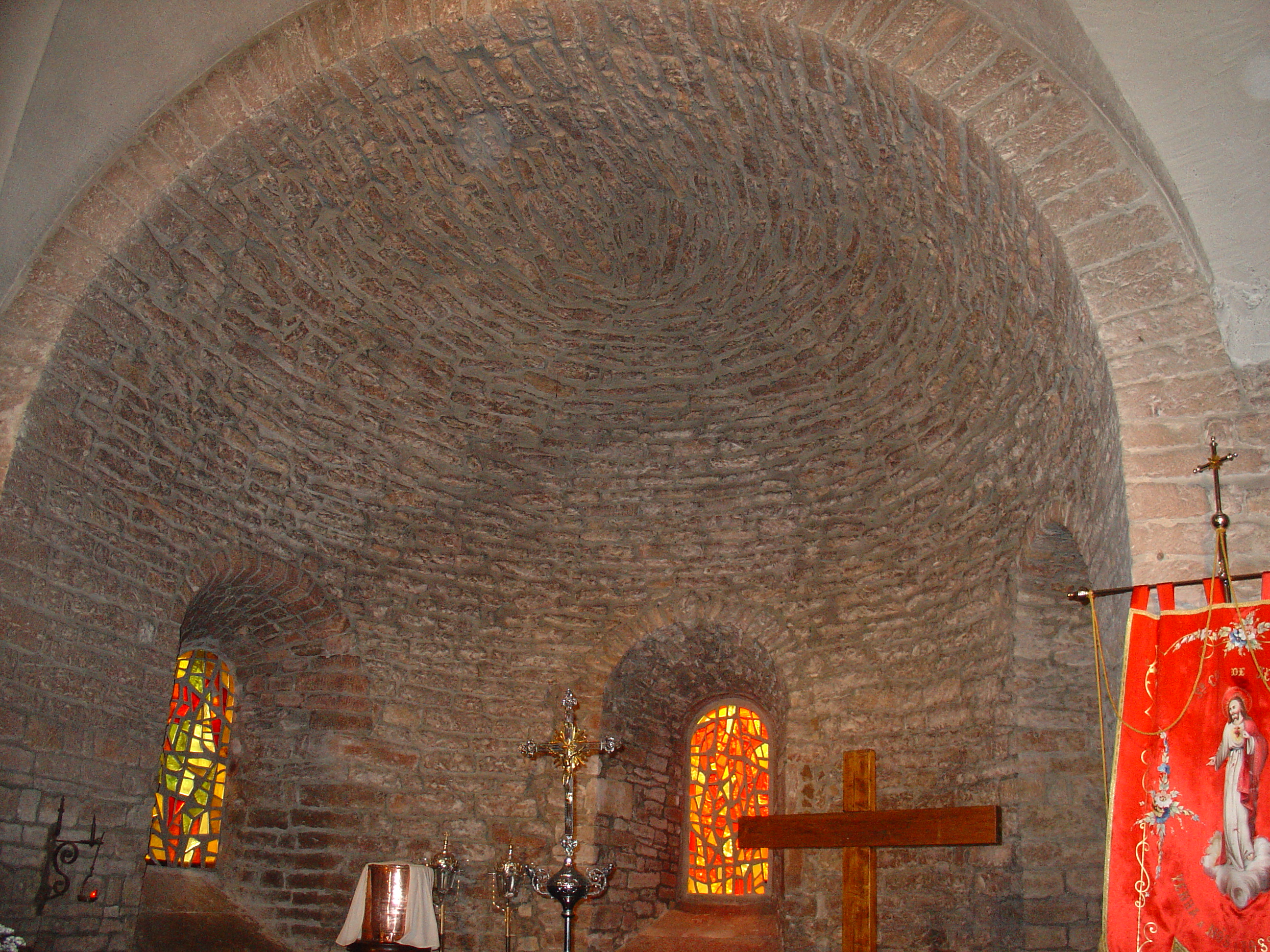
Abside de l'église de Charnay-lès-Mâcon avec sa voûte en cul-de-four aujourd'hui décapée. Première moitié du XIIe siècle.

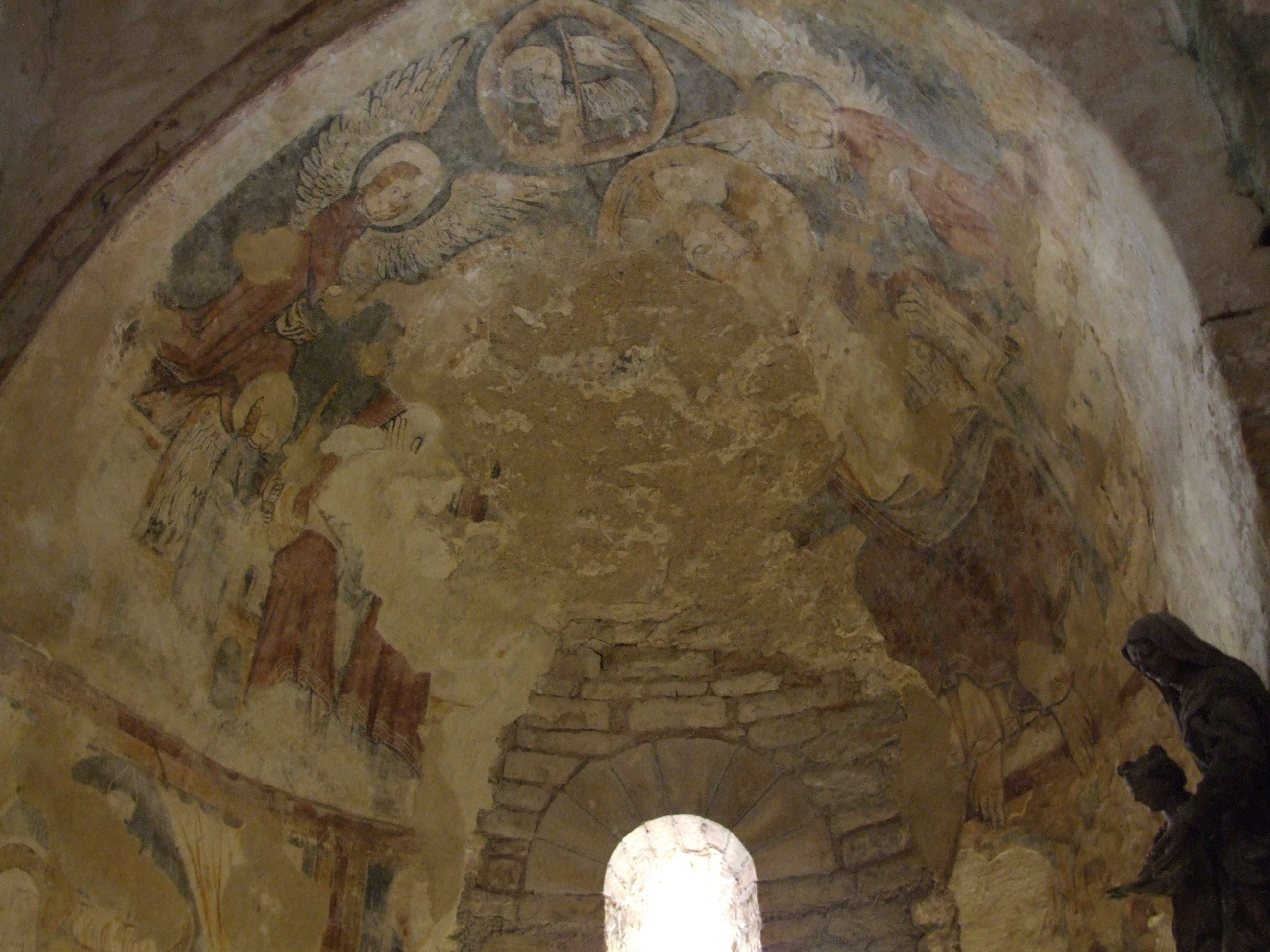
Église Saint-Pierre de Brancion. Reconstruite au XIIe siècle, les peintures murales datent de l'époque médiévale.

Tous les édifices consacrés au culte catholique à cette date passèrent dans le domaine public (des communes ou de l'État). Cela eut peu de conséquences immédiates. Le mouvement de destruction / reconstruction tira à sa fin (démolition de l'église paroissiale de Prayes en 1910), les destructions que l'on repère çà et là furent surtout celles d'édifices ne servant plus au culte (ancienne église de Bonnay vers 1925, ancienne église de Maizeray dans les années 1960 !).
André Ventre (1874-1941), qui avait travaillé avec Antonin Selmersheim (1840-1910), auteur notamment de la reconstruction de l'église de Dun), mais se rendit surtout célèbre par ses gares et ses monuments aux morts, travailla à Tournus de 1908 à 1915 où il causa des pertes irréparables, en faisant méthodiquement gratter tous les enduits anciens. Il fit en outre retirer les tirants de chêne qui subsistaient partiellement dans la nef depuis la construction ; ce fut lui qui donna à la grande nef son allure actuelle, en jointant les pierres en petit appareil des piles avec des joints beurrés en ciment, et en faisant colorer ces pierres avec du mercurochrome dilué. À dire vrai, il partageait les goûts de son époque, et même de bons médiévistes comme Jean Virey ou Léonce Lex plaidaient continuellement pour l'élimination des « vieux enduits ». Ce qu'il faut bien appeler l'idéologie de la pierre nue se développa à la fin du XIXe siècle et sévit rudement durant la plus grande partie du XXe, les destructions absurdes ayant culminé dans les années 1960 et 70. On cite souvent l'acharnement du père Dargaud à Paray qui, contre l'avis de toutes les autorités, parvint en 1929 à entreprendre le « décapage » de la priorale, qui ne fut finalement achevé qu'en 1952, laissant un édifice proprement écorché, et qui se mit à noircir rapidement. Mais combien d'églises plus modestes furent encore défigurées par le clergé dans les années 1970, comme Charnay-lès-Mâcon et Sancé dans les environs de Mâcon...
D'un autre côté, il faudrait analyser en détail la politique de « classement » et d'« inscription » qui se poursuivit durant tout le siècle. On se rendrait compte que la valeur intrinsèque des édifices tint de moins en moins de place, au profit de considérations d'opportunité, d'abord pour constituer le support de mesures administratives de protection en cas de danger (cas bien connu de l'intervention de Gabriel Jeanton pour sauver la Chapelle Saint-Laurent de Tournus), mais de plus en plus pour répondre aux demandes d'élus locaux en mal de subventions. Si bien que les listes actuelles sont complètement hétérogènes, incluant des édifices mineurs et laissant de côté des bâtiments bien plus significatifs.
On doit enfin rappeler les principales « découvertes », c'est-à-dire des réapparitions de décors rendus invisibles par des enduits ou des dalles, et retrouvés en général à l'occasion de restaurations. On a déjà signalé les remises au jour des tympans des cathédrales de Mâcon et d'Autun. En 1887, l'abbé Jolivet eut la perspicacité  de commencer à dégager et d'identifier les fresques, aujourd'hui mondialement célèbres, du doyenné clunisien de Berzé-la-Ville. En 1948, le chanoine Grivot identifia la tête du Christ du tympan d'Autun dans les réserves du Musée Rolin.
En 1971 furent remises à la lumière les grandes peintures de Gourdon. En 1986 ce fut la minuscule église de Burnand qui livra un ensemble de peintures extraordinaire, qui atteste une nouvelle fois que même les églises rurales les plus modestes étaient, au moins dans le chœur et l'abside, entièrement peintes. En 2001 réapparurent les splendides mosaïques du déambulatoire de Tournus, enterrées depuis le début du XVIIIe siècle.
D'autres édifices livrèrent des peintures en moins bon état, et en cours de restauration, comme La Chapelle-sous-Brancion ou Buffières. Depuis plus d'une vingtaine d'années, les restaurations ont pris un cours nouveau, qui s'écarte des errements de la période antérieure. L'attention à tous les éléments encore en place, et la réflexion historique reprennent progressivement le dessus. De très bons architectes, comme Pierre Raynaud (Tournus) ou Henri Gignoux (Mâcon), ont réalisé des restaurations de grande qualité, comme à Passy, à Saint-Romain-sous-Gourdon, à Marly-sur-Arroux.

## Problèmes actuels

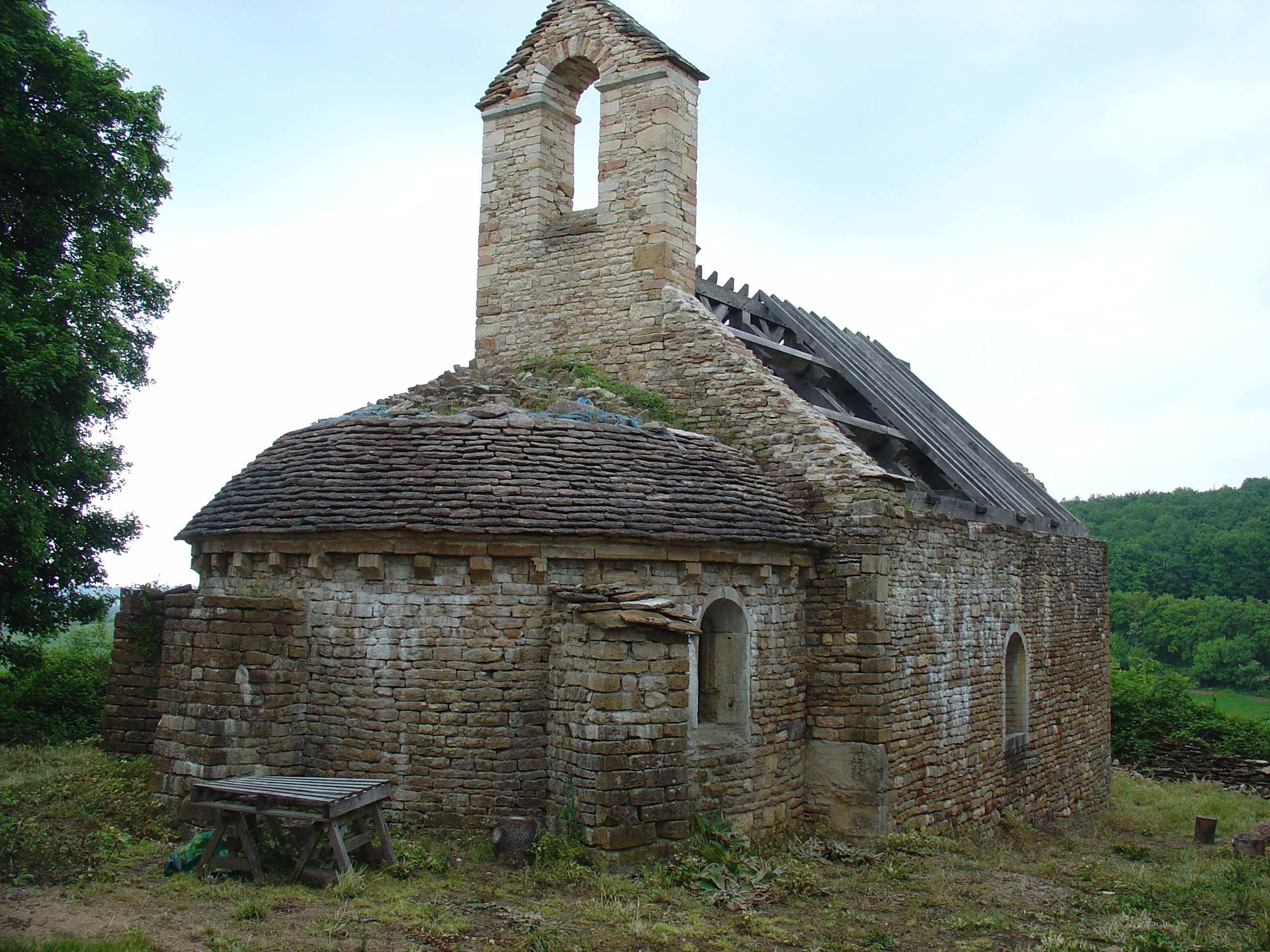
La chapelle Saint-Criat de Verchizeuil (XIe siècle) est restaurée depuis 1993 par une association.

Les quelques chercheurs compétents qui consacrent leur temps au sujet sont obligés à un bricolage permanent : inventaire, relevés, descriptifs archéologiques manquent, et les monographies existantes sont pour la plupart très insuffisantes. Pourtant, les nouveaux moyens techniques (informatique, photographie numérique, tachéomètres électroniques) offrent des possibilités pratiques d'enregistrement et de traitement que personne n'aurait imaginées voici vingt ans. On doit relever toutefois le remarquable travail de relevé effectué chaque année par le Centre d'Études du Patrimoine du Charolais-Brionnais, à Saint-Christophe.
Du côté de l'entretien et des restaurations, si des progrès très importants ont été enregistrés, la situation générale est loin d'être satisfaisante. D'un côté, le désengagement rapide de l'État est un facteur de découragement et de désordre, les collectivités territoriales n'ayant pas vocation à prendre des décisions pour des monuments d'importance culturelle nationale. Les choix de restauration sont faits par des édiles sans formation, statuant à tort et à travers. L'idéologie de la pierre nue continue ses ravages, bien que les fresques intéressent de plus en plus le public. Relevons aussi le parti anachronique de restitution ou de restauration des toits de laves, y compris avec l'aval du Service des Monuments Historiques. Ces couvertures lourdes, coûteuses, ont été introduites tardivement, en raison de la cherté de la tuile à l'époque moderne. Ce problème économique est aujourd'hui inversé, mais on reste fidèle à une image minérale, à un cliché anachronique, sans penser à tout ce qu'on pourrait investir sur d'autres postes ni aux conséquences fâcheuses de cette charge écrasante sur les maçonneries romanes. La restauration générale des enduits, à l'intérieur et à l'extérieur, paraît inéluctable, surtout pour les maçonneries en calcaire ou en grès qui, indûment exposées aux intempéries, se délitent dangereusement. Au contraire des bâtiments d'exploitation agricole, les églises de pierre médiévales étaient toutes enduites et badigeonnées, dedans comme dehors.
Note optimiste toutefois, le développement de la diffusion de documentation (bibliographies, sources) par Internet. Géoportail (IGN) met à disposition les cartes et photos aériennes. L'Université de Münster met à disposition la chronique des moines de Cluny et le Bullarium. On trouve sur Internet Archive (www.archiv.org) et Gallica les sources imprimées et les collections de revues savantes. La Bibliothèque de Dijon répertorie toute la bibliographie régionale, et la base SUDOC fait de même pour les fonds des universités françaises. On peut donc espérer, notamment grâce à l'essor de ce nouveau moyen d'accès démocratique aux sources de la connaissance historique, des développements intéressants.

## Sources
- Tout ou partie de cet article a été publié sur le site HAL-SHS sous le titre « Les édifices « romans » en Saône-et-Loire, Bilan, questions, perspectives »

### Ressources en ligne
- Carte du patrimoine Roman en Bourgogne du sud
- Grâce à Isabelle Vernus, conservatrice des Archives départementales de Saône-et-Loire, on trouve à présent en accès libre deux sources fondamentales :
  - l'ensemble des fiches de "préinventaire" réalisées par Raymond et Anne-Marie Oursel Raymond Oursel est sans doute le seul à avoir vu au moins une fois toutes les églises subsistant en Saône-et-Loire. Ses fiches ne sont pas très détaillées, les datations sont en général des fourchettes très larges, et la vue d'ensemble est traditionnelle. Mais dans bien des cas, il est le premier à avoir identifié une église comme bâtiment roman ; les clichés sont utiles, et Anne-Marie Oursel donne souvent les références aux documents d'archives pertinents.
  - le cadastre dit "napoléonien" Souvent constitué de deux ensembles, un premier exécuté très tôt (premier Empire) et un second, plus ou moins tardif (1815-1850). Essentiel pour saisir l'état du bâtiment dans la première moitié du 19e.
- la quasi-totalité des cartulaires relatifs à cette zone numérisées en mode texte Cet outil, réalisé par l'équipe des médiévistes du CNRS de Dijon (Eliana Magnani et Marie-José Gasse-Grandjean), modifie radicalement les conditions de la recherche.